# Settimana Santa di Malaga
La Settimana Santa di Malaga è un importante evento di carattere religioso, sociale e culturale che si tiene ogni anno nella città di Malaga. Durante i riti processionali effettuati dalla Domenica delle Palme fino al Venerdì Santo tutte le confraternite conducono, seguendo un itinerario prestabilito, i misteri legati alla Passione di Gesù nella Via Crucis mentre la Domenica di Pasqua tutte le corporazioni accompagnano il Cristo risorto. La Settimana Santa di Malaga ha ricevuto dal Secretaría General de Turismo del Ministerio de Industria, Turismo y Comercio del governo spagnolo la qualifica di Fiesta de Interés Turístico Internacional datata 16 febbraio 1980.

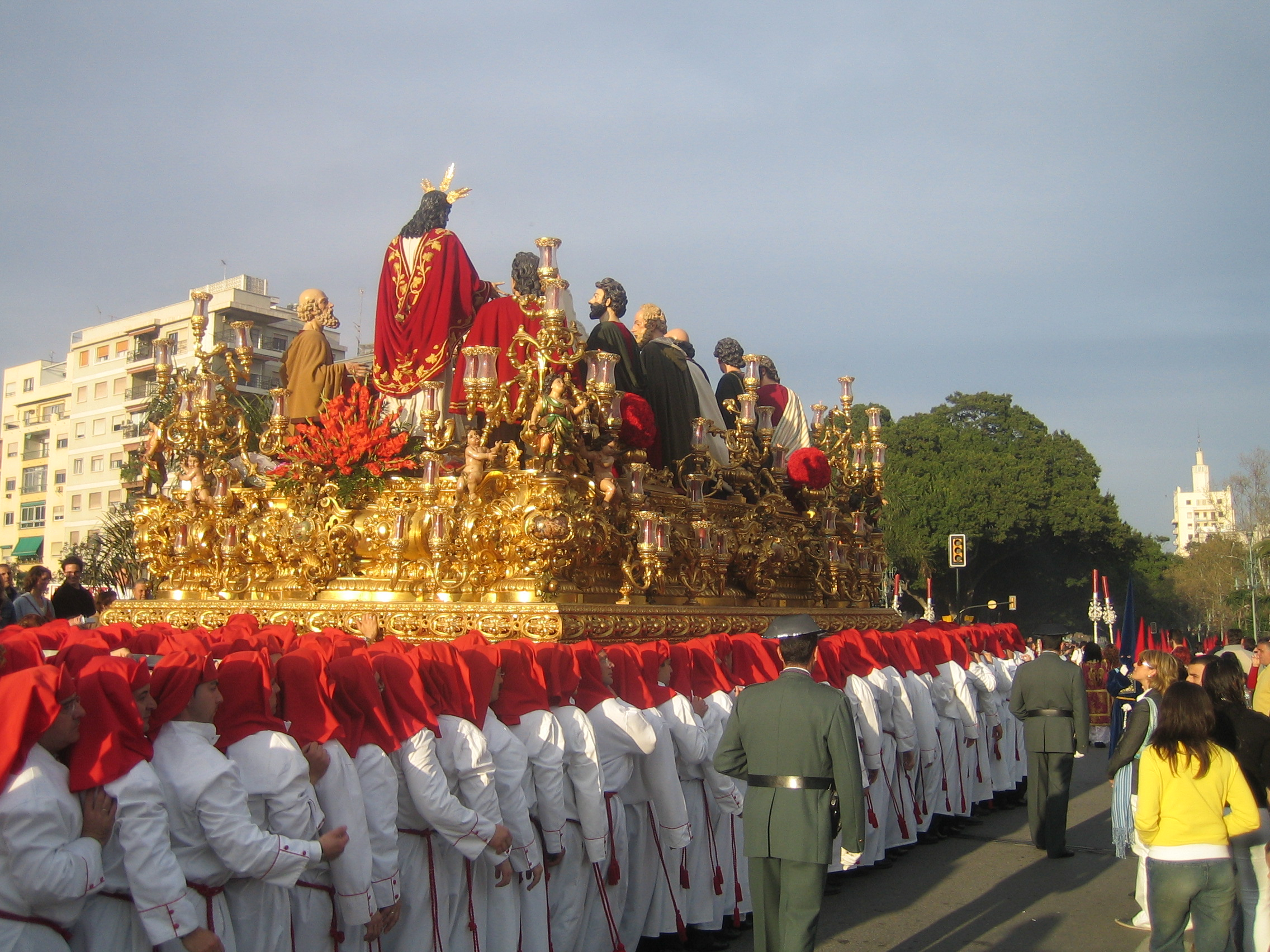
"La Cena" della "Cofradía de la Cena".

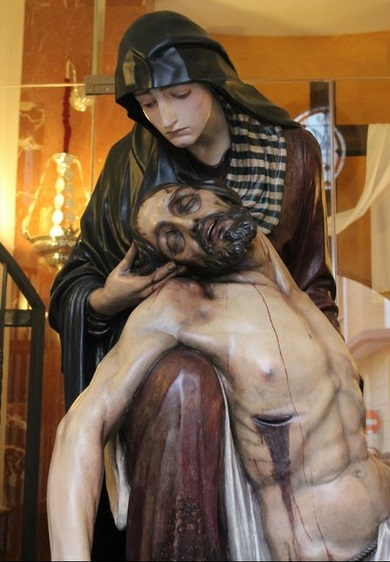
"Nuestra Señora de la Piedad" della "Hermandad de la Piedad", il Venerdì Santo.

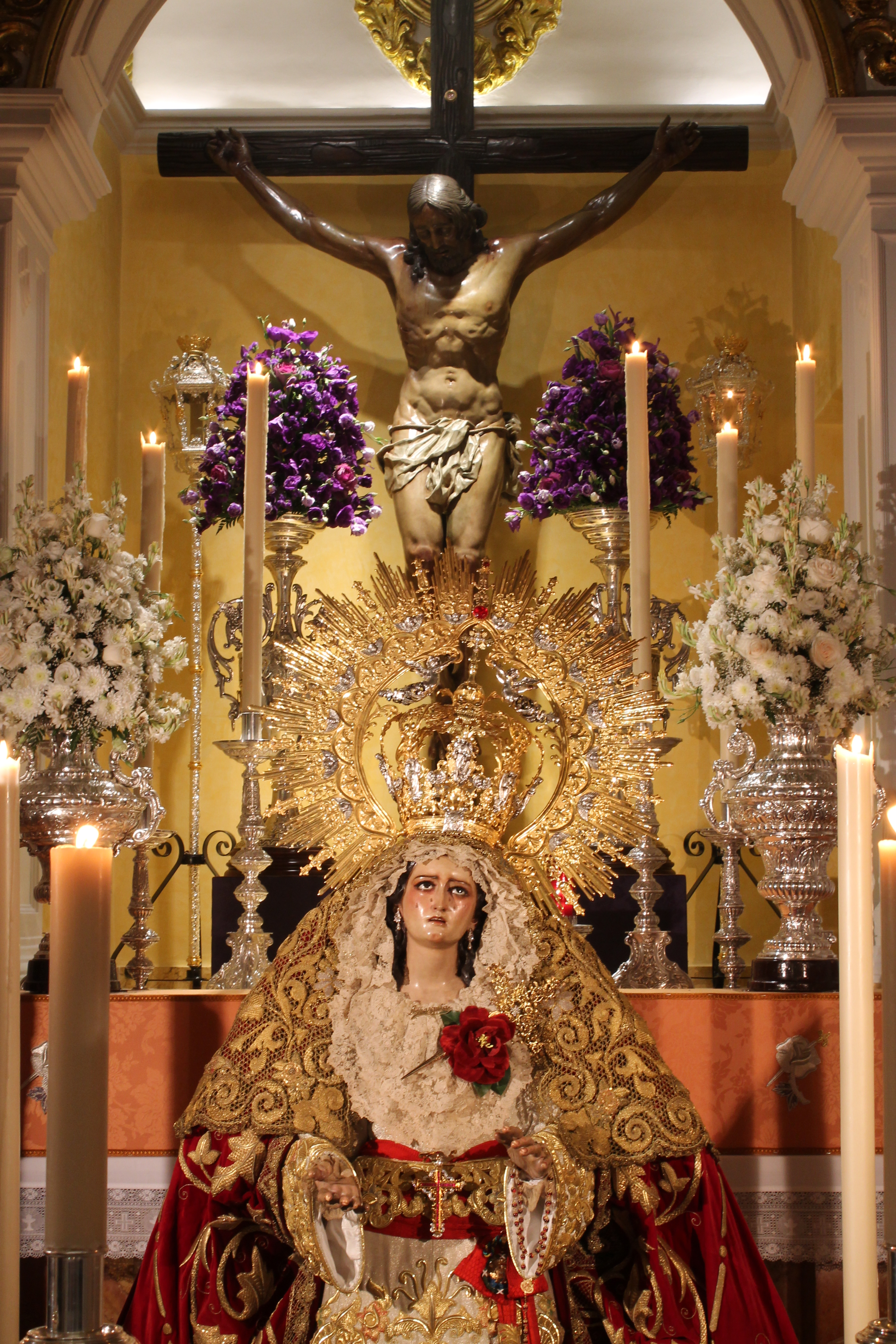
"Santísimo Cristo de los Milagros y María Santísima de la Amargura Coronada" della "Hermandad de Zamarrilla", il Giovedì santo.

Le strutture sulle quali sono trasportate le immagini sacre sono localmente denominate "tronos" equivalente del termine italiano vara. In ambito spagnolo, in manifestazioni similari, sono denominati comunemente "pasos". Diversa è anche la definizione dei portatori dei "tronos" chiamati «hombres de trono», l'equivalente dei costaleros dei «pasos». Sono notevoli le differenze sulla conduzione dei simulacri: mentre i «pasos» sono processionati con i «costaleros» posti all'interno della struttura, i «tronos» sono condotti a spalla dagli «hombres de trono» mediante pali di legno sporgenti parecchi metri, anteriormente, posteriormente e lungo le fiancate laterali dalla struttura del trono. Generalmente i «tronos» grazie a questa peculiarità hanno dimensioni maggiori rispetto ai «pasos».
Come in tutta la Spagna, anche a Malaga i cortei processionali pasquali sono costituiti da sezioni composte solitamente da due "tronos" per confraternita, uno legato a un mistero della Via Crucis di Cristo e l'altro alla Vergine Maria sempre nell'accezione di Mater Dolorosa. Ciascuno di essi è accompagnato da penitenti denominati «Nazareni» con varie funzioni: addetti al trasporto delle candele, delle Regole (i libri con le norme che regolano l'attività di ogni singola confraternita), delle lanterne, dei turiboli, degli incensieri e «promesas» (persone che hanno promesso di fare penitenza, in cambio dello scioglimento di un voto).
Caratteristica cittadina è la scorta dei Corpi Militari e di Sicurezza dello Stato ai venerati Sacri Titolari come la "Brigata Paracadutisti Spagnola" ("Cristo de Ánimas y Ciegos"), la Legione spagnola (Gesù crocifisso: "Cristo de Mena"), l'Armada Española - Marina ("Cristo de Mena", "Nazareno del Paso", "Virgen de la Esperanza", "Virgen de la Soledad", Virgen del Carmen - Stella Maris), la "Fanteria Spagnola", la "Fanteria della Marina Spagnola", la "Polizia Locale di Spagna", la Guardia Civil ("Santísimo Cristo de la Expiración", "Virgen de los Dolores", Virgen del Pilar), Cuerpo Nacional de Policía ("Virgen del Amor"), Aviazione ("Nazareno de la Misericordia" e "Nuestra Señora del Gran Poder"), Cavalleria ("Cristo de Los Milagros" e "Virgen de la Amargura" o "Zamarrilla").
Oltre alle stazioni di penitenza, le confraternite svolgono attività che ruotano attorno ai tre pilastri fondamentali della «Regola» comune: la formazione, il culto e la beneficenza. Molteplici sono opere di carità che le confraternite detengono a Malaga oggi come ieri: la gestione delle mense, l'amministrazione delle finanze, la corresponsione del cibo agli indigenti e la garanzia delle cure rivolte agli anziani e agli infermi. Il culto attraverso novene, tridui e celebrazioni dai periodi e tempi cadenzati che includono spesso come iniziazione la consegna ai neonati e agli infanti di medaglie con il sigillo araldico della confraternita d'appartenenza del nucleo familiare.
Esiste un'«Associazione delle Confraternite» fondata nel 1921, l'antesignana del genere in Spagna, i cui membri sono eletti ogni quattro anni dai «Fratelli Maggiori» dei vari confraternite. Il primo presidente eletto era membro dell'"Archicofradía de la Sangre", la più antica della città. Questa istituzione indipendente da qualsiasi governo, è responsabile dell'organizzazione della Settimana Santa, atta semplificare le procedure e stipulare gli accordi con tutte le istituzioni ufficiali e a redigere il programma ufficiale delle manifestazioni.

## Storia

### Origini

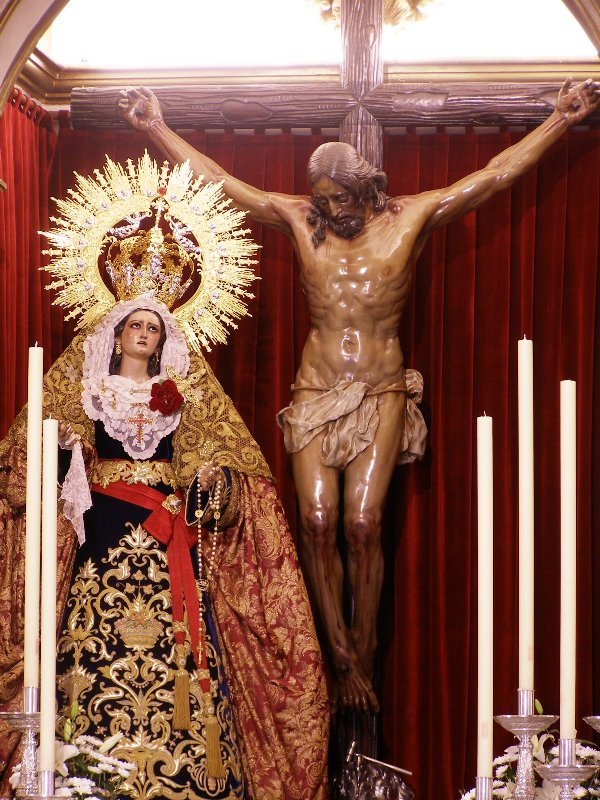
Due dei tre santi titolari: La "Virgen de la Amargura", attribuita a Antonio Gutiérrez de León y Martínez e il "Cristo de los Milagros", opera di Francisco Palma Burgos della "Hermandad de Zamarilla".

Dopo la conquista di Malaga da parte dei Re Cattolici avvenuta nel 1487, si costituiscono le prime confraternite e fratellanze («cofradías y hermandades») mentre si stabiliscono i primi ordini religiosi in città.
Nella prima metà del XVI secolo esistevano a Málaga almeno cinque «Confraternite di Passione»: "Cofradías Fusionadas de Vera - Cruz", "Archicofradía de la Sangre", "Cofradías Fusionadas Ánimas de Ciegos", "Hermandad del Monte Calvario" e "Congregación de Mena - Soledad", tutte vincolate a monasteri e conventi.
Dal Concilio di Trento con l'intento di combattere la dilagante avanzata protestante, la Chiesa promuove la creazione di misure e celebrazioni pubbliche. Il culto processionale dà l'impulso decisivo al consolidamento delle corporazioni, il cui obiettivo principale è non solo la liturgia processionale ma, la somministrazione d'aiuto ai fratelli bisognosi e l'assistenza fisica e spirituale nell'ora della morte. L'ultima manifestazione di volontà di molti fratelli - accoliti - adepti è quasi sempre accompagnata da misure concrete per garantire ad essi la cristiana sepoltura nella cripta della confraternita d'appartenenza. In molti casi i confrati non si limitano a votare, a soddisfare le spese e le passività delle sepolture ma, in molte fratellanze ci sono adepti che si impegnano a frequentare i moribondi, portare loro i sacramenti e prepararli alla morte cristiana.

### La scuola «malagueña»

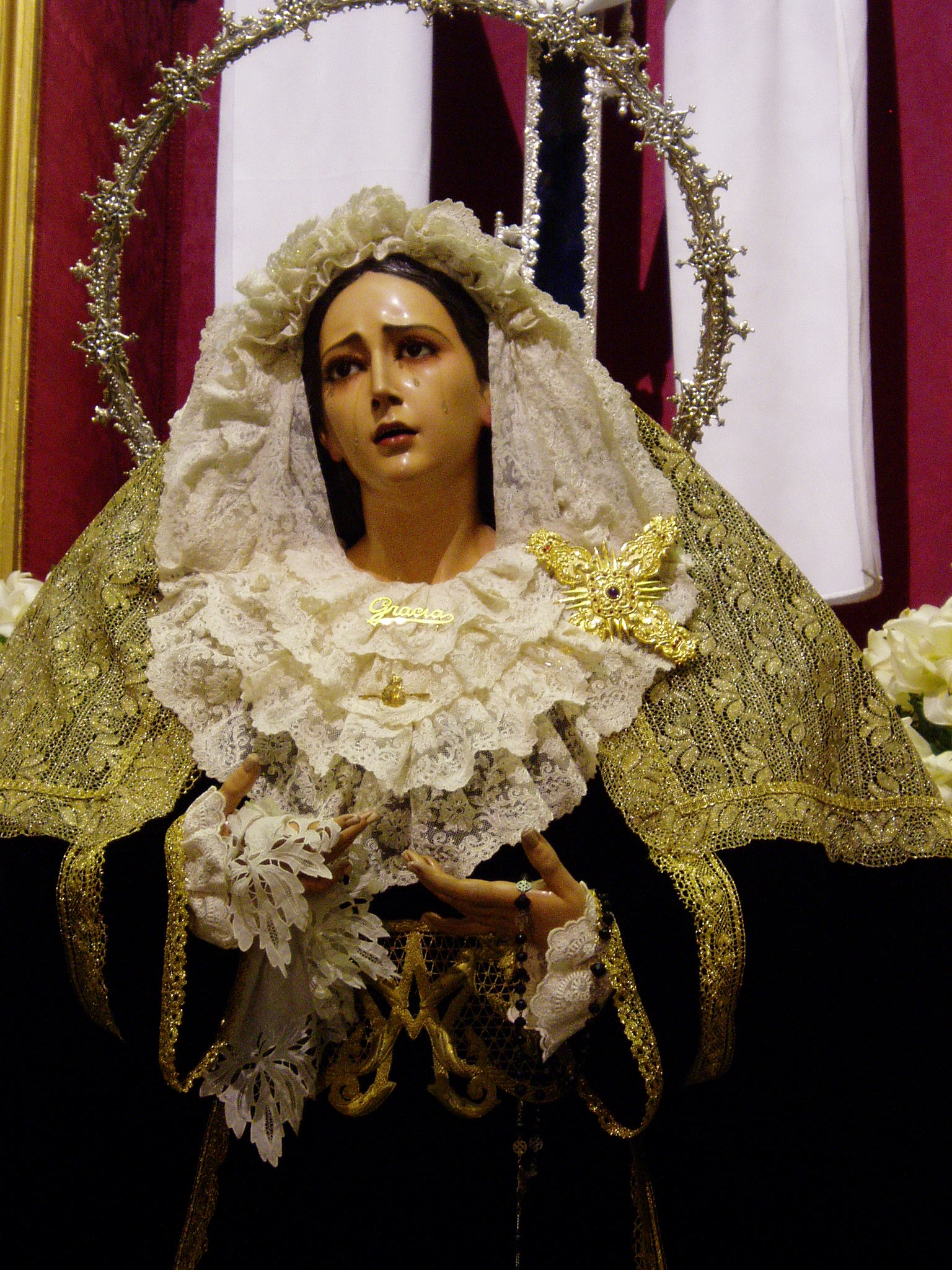
"María Santísima de Gracia" della "Hermandad del Rescate".

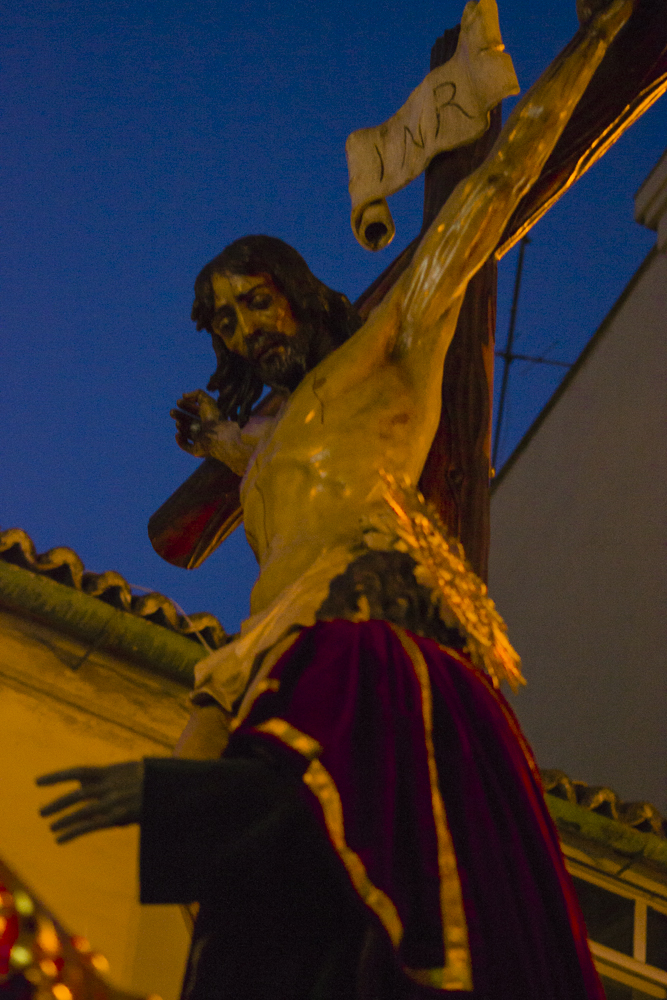
"Cristo de la Sangre" della "Archicofradía de la Sangre".

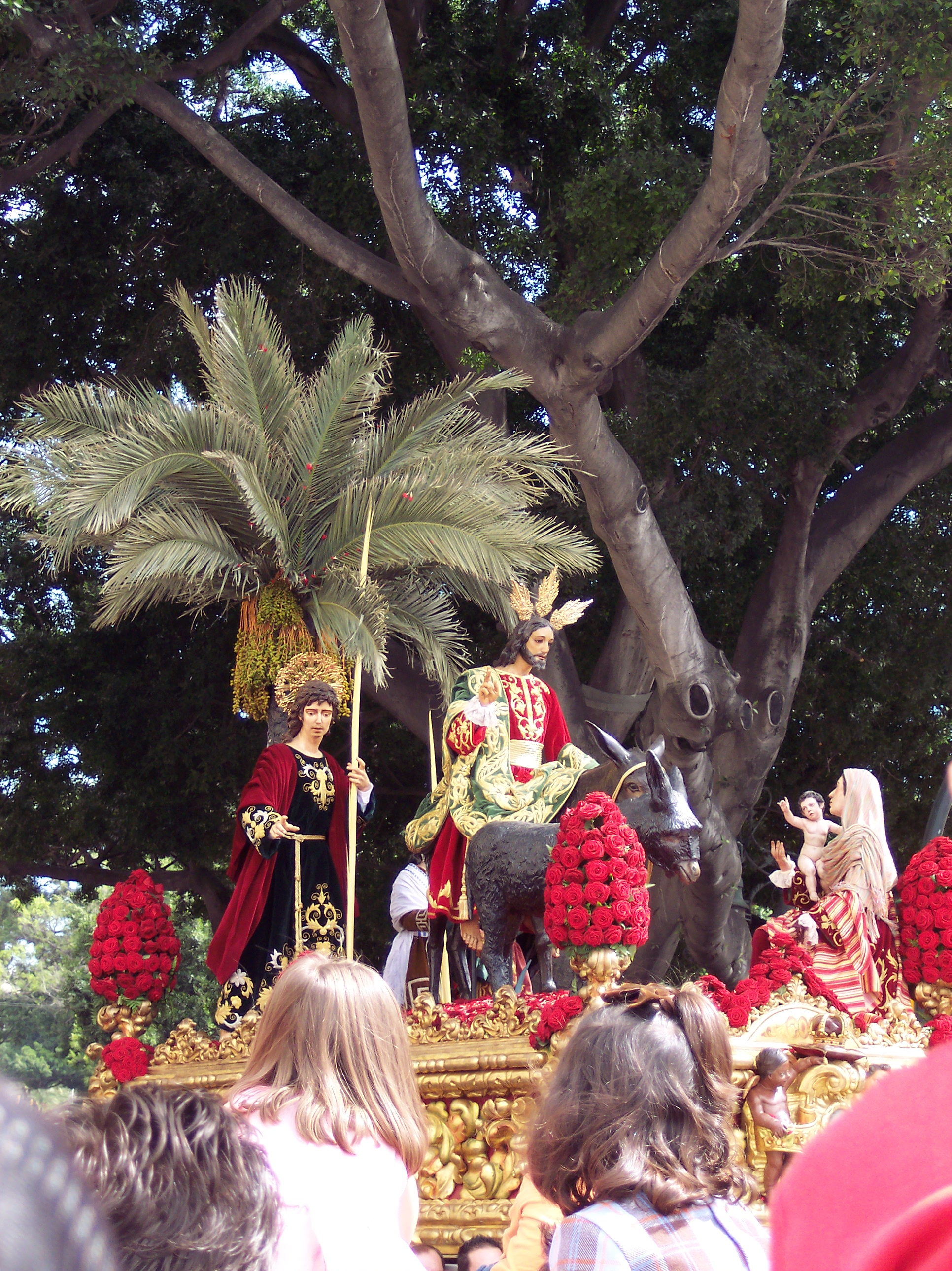
"Nuestro Padre Jesús a su Entrada en Jerusalén" della "Cofradía de la Pollinica".

Lo "stile scultoreo malagueño" si proponeva di formare una scuola di scultori che prestava opera a Malaga nella seconda metà del XVII secolo, giungendo al massimo splendore nel XVIII e attraversando il declino nel XIX secolo.
Fino alla seconda metà del XVII secolo, prevalevano opere scultoree e modelli di Granada e Siviglia secondo lo stile barocco dettato dalla scuola andalusa. Con l'arrivo dello scultore Pedro de Mena a Malaga nel 1658 si delinea uno stile proprio nelle opere degli scultori malacitani. È sotto la sua influenza e quella di José Micael Alfaro che nasce lo "stile Malaga" che proseguirà nel secolo successivo con Fernando Ortiz seguito dalle influenze all'italiana dettate da Giovanni Domenico Olivieri. Rimarchevole l'apporto stilistico d'artisti come Francisco Gomez Valdivieso e Salvador Gutiérrez di Leon.
Nel XIX secolo il principale scultore Antonio Gutiérrez di Leon, nipote del precedente, perpetua lo stile e la scuola così delineata.
Con l'arrivo del XX secolo e nonostante l'esistenza di scultori cittadini, la «scuola malacitana» lentamente decade, il rappresentante più importante è Francisco Palma García, i cui canoni sono già lontano da quelli stabiliti dal Mena e dalla sua cerchia. Nella seconda metà del secolo spiccano le figure di Mario e Francisco Palma Burgos, entrambi parenti del precedente ma, gli ordini e commissioni agli scultori sivigliani, granadini e valenciani subiscono un incremento e il cosiddetto "stile malagueño" decisamente svanisce.

### Dal 1931 al 1936
Nel maggio del 1931, durante il primo mese della Seconda Repubblica spagnola, in risposta alle dichiarazioni del cardinale Pedro Segura y Sáenz e la fondazione del "Circolo monarchico" di Madrid, hanno avuto luogo atti di vandalismo contro chiese e conventi in molte città, l'opera devastatrice è stata particolarmente virulenta a Malaga. Per due notti gli edifici religiosi della città sono stati attaccati, incendiate e distrutte le opere d'arte, i mobili, le librerie, le biblioteche, gli archivi e le reliquie ospitate, tra cui le immagini di proprietà delle corporazioni dei Nazareni.
Alcune sculture sono state salvate essendo state preventivamente nascoste prima degli assalti. I templi che hanno subito le offese più gravi dagli incendi sono stati: la Chiesa di San Domenico, la Chiesa di San Filippo Neri e la Chiesa della Merced, quest'ultima riportò così gravi danni da restare parzialmente distrutta per non essere più ricostruita fino ai primi anni del 1960, periodo in cui è decretata la definitiva demolizione.
Quando le corporazioni avevano cominciato l'opera di ricostruzione e di restauro dell'immenso patrimonio, nel 1936 ecco profilarsi un'altra replica di episodi di vandalismo derivanti dalla guerra civile spagnola.
Dopo la distruzione di 1931 e in misura minore nel 1936 e 1937, parte un processo di ricostruzione patrimoniale graduale, operato da varie società d'autori come i malagueñi Francisco Palma Burgos, Pedro Pérez Hidalgo, Pedro Moreira e Adrian Ride, i granadini José Gabriel Martín Simon, José Navas Parejo e Nicholas Meadows Lopez, il sivigliano Antonio Castillo Lastrucci e il valenciano Pío Mollar Franch, che hanno intagliato nuove immagini per sostituire quelle tristemente mancanti, molte delle quali vigliaccamente devastate e molte irrimediabilmente perdute.

## Termini di base

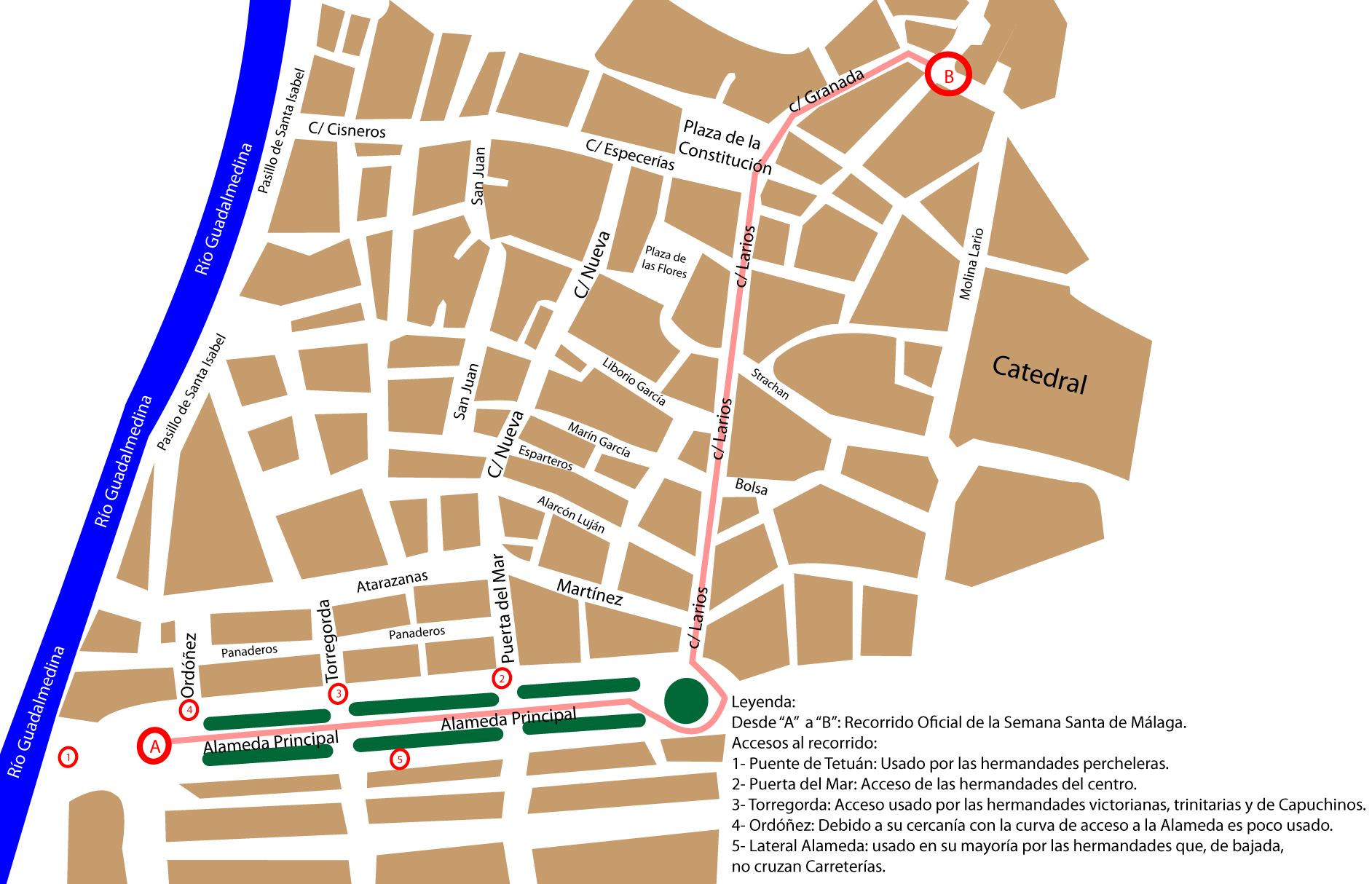
Itinerario del Percorso Ufficiale dei riti processionali della Settimana Santa di Málaga.

La «settimana santa malagueña» detiene elementi propri e altri che condivide con tradizioni simili nel resto dell'Andalucía.

### «Agrupación de Cofradías» - Associazione delle Confraternite
L'«Associazione delle Confraternite» di Malaga fondata nel 1921 è l'organizzazione che coordina le confraternite di «passione» o di «penitenza» della Pasqua malacitana. L'associazione è nata col fine di promuovere la pietà e la carità cristiana, infondere e incrementare maggior fervore e sontuosità nelle processioni della Settimana Santa, favorire lo scambievole ruolo di mutua e vicendevole collaborazione sia per le esigenze primarie che per le manifestazioni di culto fra confraternite e fratellanze passioniste. Allo stesso tempo, dare prestigio al lavoro e alle attività sviluppate dalle confraternite, consolidare i rapporti con le autorità comunali, le istituzioni e con gli organi di commercio per un maggior supporto generale e assistenza finanziaria necessaria per lo sviluppo delle celebrazioni pasquali.

### «Recorrido Oficial» - Itinerari e «Percorso Ufficiale»

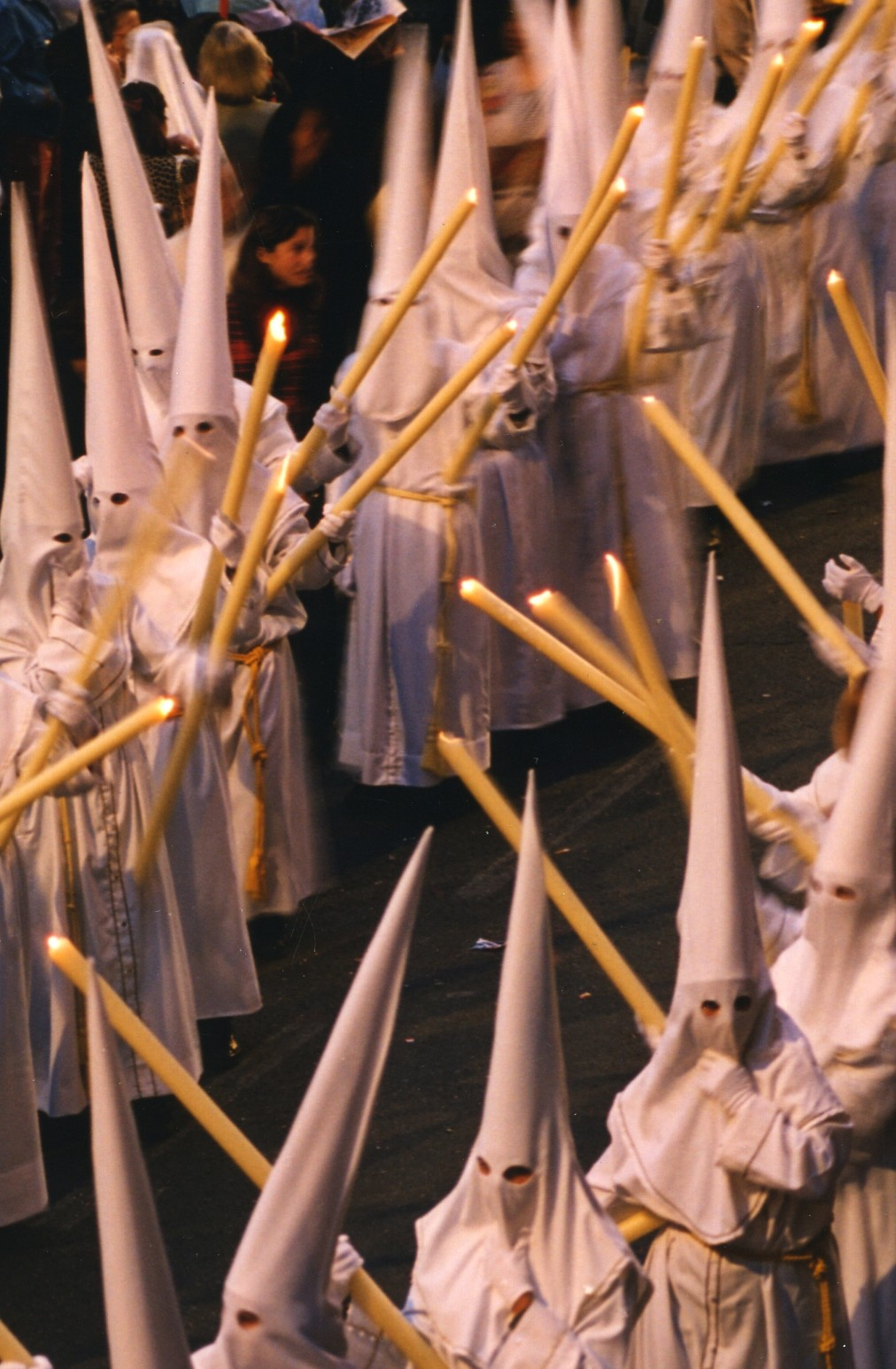
"Nazareni" durante la "Settimana Santa malagueña"

Durante i giorni della Settimana Santa, le confraternite cittadine lasciano il loro tempio d'appartenenza, monastero o convento o sede della confraternita, per effettuare il «Percorso Ufficiale» compreso tra Alameda Principal, attraverso la "Rotonda del Marqués Larios", "Calle Marqués de Larios" e "Calle Granada" fino alla Cattedrale. Una volta completato il percorso cittadino "obbligatorio" previsto dal «Recorrido Oficial», le confraternite seguono i propri itinerari del rione o barrio d'appartenenza prima di tornare ai rispettivi punti di partenza.
Le confraternite non raggruppate in seno all'associazione per non interferire col programma ufficiale, tra la Domenica delle Palme e il Venerdì Santo non effettuano il percorso ufficiale, in tempi differenti compiono il proprio itinerario al di fuori da esso.
Il percorso medio di un corteo, indipendentemente dall'orario d'uscita di ogni singolo "trono", è di circa otto ore. Itinerari estranei al «Percorso Ufficiale» hanno una durata inferiore come avviene per la "Cofradía de la Pollinica", altri compiono un lungo percorso «misto» come avviene per la "Hermandad de Nueva Esperanza".

### Nazareni
I Nazareni sono i confratelli o accoliti o adepti che precedono, secondo ordini e sezioni prestabiliti, i vari "troni". Sono abbigliati con abito, cappuccio (il caratteristico lungo copricapo a cono provvisto solo di fenditure agli occhi) e guanti, alcuni indossano mantelli, per statuto ogni confraternita detta le caratteristiche del proprio guardaroba, il colore, gli scudetti e gli accessori. Ai "'Nazareni'" sono attribuite varie funzioni: addetti al trasporto dei crocifissi, dei simboli religiosi, dei vessilli, delle bandiere, degli stendardi, delle candele, delle Regole (i libri con le norme che regolano l'attività di ogni singola confraternita), delle lanterne, dei turiboli, degli incensieri e «promesas» (persone che hanno promesso di fare penitenza, in cambio dello scioglimento di un voto).

### Troni

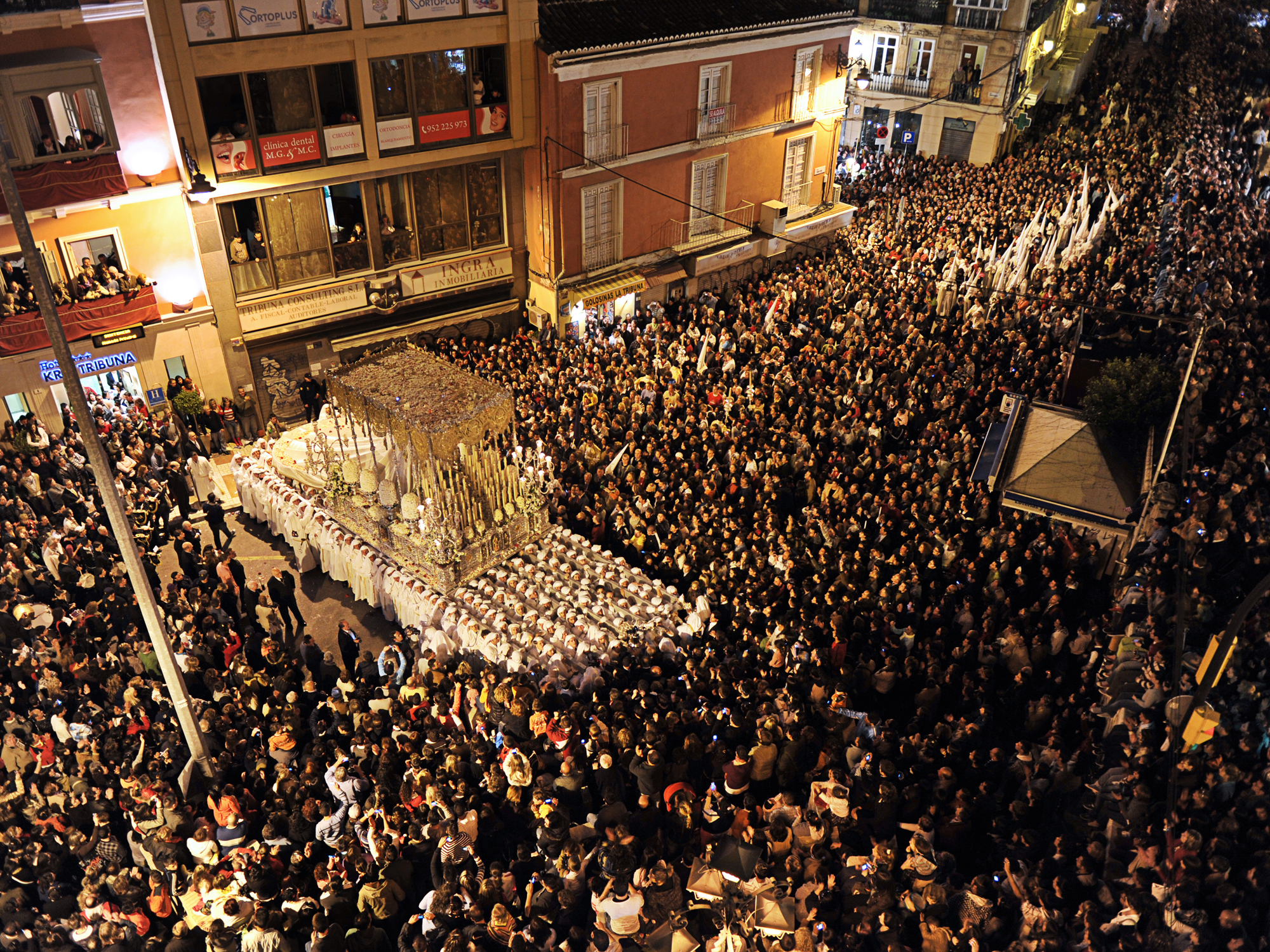
"María Santísima del Rocío" - "La Novia de Málaga", veduta aerea.

Le strutture figurate nella maggior parte della Spagna sono chiamate "pasos" per via dell'incedere dondolante caratterizzato da piccoli "passi" compiuti dai portatori, a Malaga sono identificate col termine "troni". Il «trono» consiste in un'ampia piattaforma ove sono poste le immagini, provviste di pali come estremità anteriori e posteriori. La maggior parte delle confraternite vantano due "troni", ad ogni "trono" corrispondono più sezioni di partecipanti.
1. Il primo trono identifica la figura di Gesù nell'accezione di un "Nazareno che porta la croce" o di un mistero che rappresenta una delle tante scene della Passione o di un Crocifisso;
2. Il secondo trono identifica la Vergine nell'accezione della Mater Dolorosa, la cui l'immagine è posta sotto un imponente sfarzoso baldacchino, ornata con corona, manto, fiori, candele e ceri disposti col caratteristico sviluppo piramidale. Spesso la Vergine è accompagnata dalla figura di San Giovanni Evangelista.

I troni di Cristo sono generalmente più piccoli, mentre quelli della Vergine sono di solito di grandi dimensioni e pesano diverse tonnellate.
Tutti i troni delle Madonne Addolorate nelle varie accezioni presentano monumentali baldacchini. La struttura ricopre l'intero impianto ed è sostenuta generalmente da 12 aste ripartite su ciascun fianco. Le esili colonnine sono riccamente ricoperte in lamina d'argento sbalzata, esse sostengono la copertura costituita da drappi e cortine in tessuto, spesso abbinati al manto della Vergine. Panneggi decorati con preziosi ricami, trafori, passamanerie, nappe, pendagli, motivi trapunti, arabeschi e trame realizzati in materiali preziosi che includono figure di santi, corone, stemmi o emblemi di confraternite.

### «Hombres de trono» - portatori

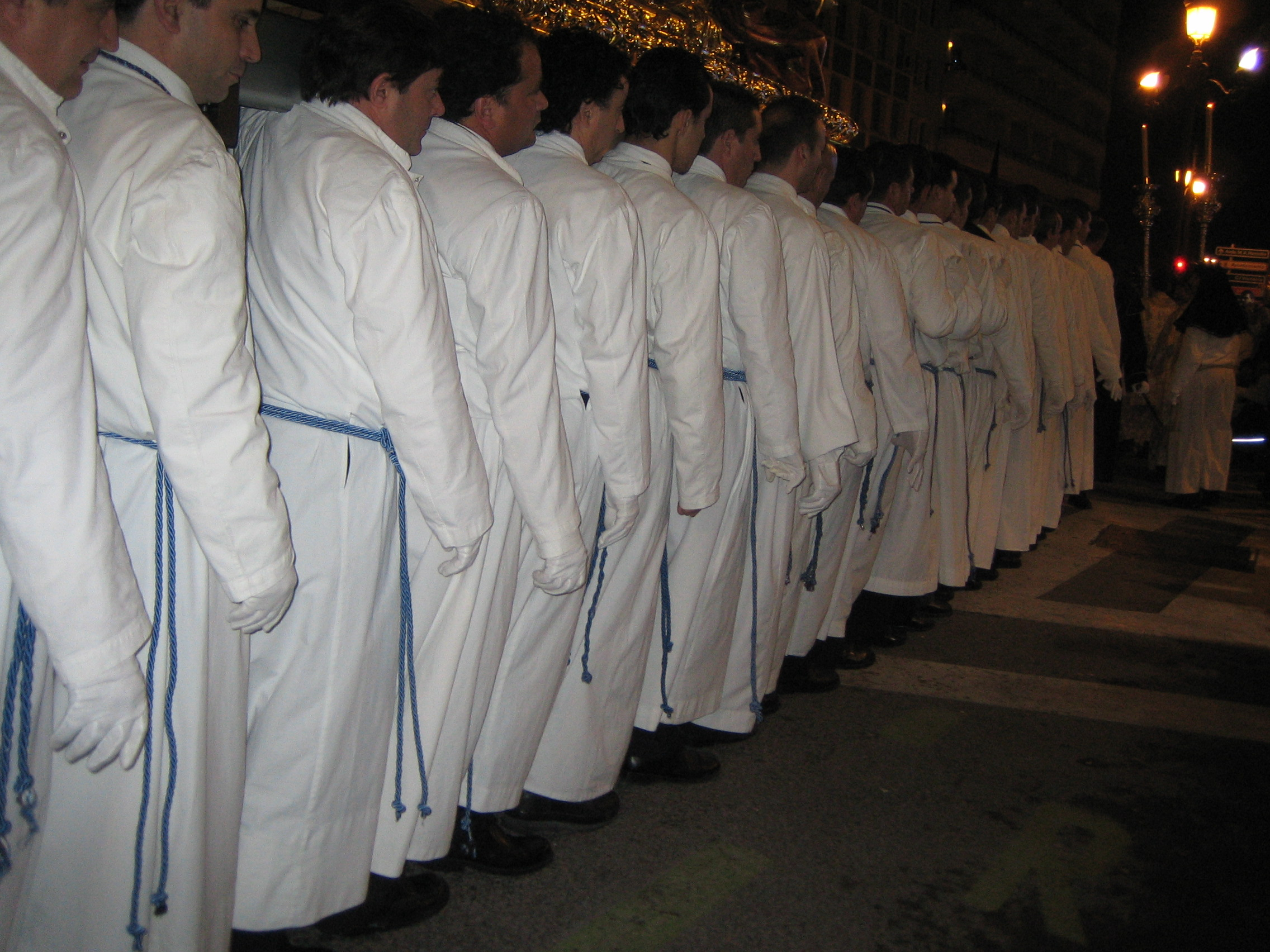
"Hombres de trono" della "Virgen del Amor - El Rico".

I troni sono condotti a spalla da «Hombres de trono», che reggono i «varales» ovvero i lunghissimi pali o assi in alluminio sui quali sono realizzate le piattaforme con le scene che costituiscono il trono. Il termine «varales» è parimenti utilizzato per indicare tanto i sostegni che reggono la parte superiore di un baldacchino quanto per le assi: 2, 3, 4, 7 o 8 pali corrispondenti anteriormente e posteriormente a 4, 6, 8, 14 in rari casi anche 16 estremità (vedi foto "María Santísima del Rocío"). Alcuni troni, per dimensioni e peso, sono processionati da oltre 250 portatori.

### «Mayordomos de trono» - Commissari di trono

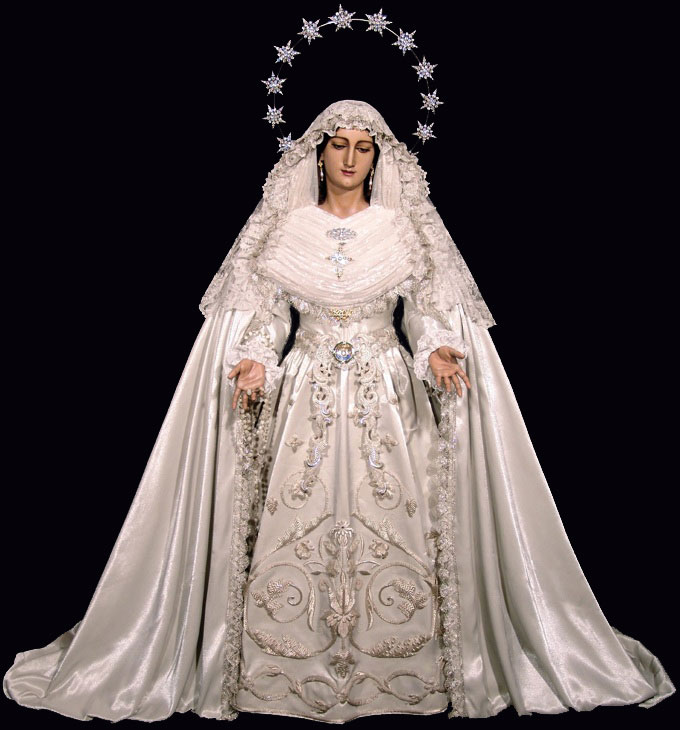
"María Santísima del Rocío" della "Hermandad del Rocío".

Gli «Hombres de trono» rispondono agli ordini degli «Mayordomos de trono» impartiti mediante una campana. La campana è azionata dai "commissari di trono". Due tocchi consecutivi (di «attenzione») e un terzo dopo una breve pausa indicano l'«alzata» o l'«abbassamento» del trono. Tre colpi consecutivi e un quarto dopo una breve pausa segnalano l'andatura.

### Il «capataz» - caposquadra
Il «capataz» o caposquadra è il responsabile della conduzione della struttura dal piano della strada alla spalla del portatore. Comanda e stabilisce i movimenti degli «hombres de trono» pertanto, ci sono quattro capireparto per trono, uno per ogni angolo o lato, cifra che varia a seconda della confraternita e delle dimensioni della struttura.

### Mantilla - mantiglia

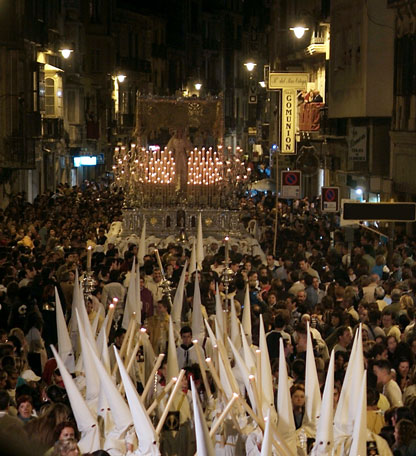
"Cofradía de María Santísima del Rocío" si avvicina alla Tribuna de los pobres.

La mantiglia è l'accessorio indossato dalle donne iberiche, nel caso specifico, espressamente di colore nero in segno di lutto per la morte di Cristo.
L'abbigliamento consiste in un raffinatissimo ampio drappo di pizzo opportunamente acconciato su un pettine di tartaruga riccamente intagliato e traforato. Altrimenti ottenuto da conchiglia, osso o altro materiale in imitazione, sorregge il tessuto in pizzo che scende liberamente sulle spalle e alla bisogna, avvolge l'intera figura femminile. L'impalcatura è applicata alla chioma con pettini, forcine, con l'aggiunta di spille e fermagli decorati. L'abito complementare è nero, sempre molto al di sotto del ginocchio, con calze, scarpe, guanti eventualmente ventaglio in egual tinta. Completano gli accessori distintivi tipici della confraternita.

### «Tribuna de los Pobres» - Tribuna dei Poveri
Non si sa l'origine di questo nome popolare ma, non è difficile immaginare il perché di un appellativo così enfatico. Mentre nella Piazza della Costituzione si incontra la tribuna ufficiale dell'«Associazione delle Confraternite», dove per ottenere un credito d'ingresso è praticamente impossibile, alla fine della "Calle Carretería", in confluenza con il "Pasillo de Santa Isabel", vi è una scala composta da 16 gradini conducente ad Puente de la Aurora. Per la Settimana Santa diventa una tribuna naturale per assistere alle processioni di Malaga.
Il passaggio di alcuni «troni» sono proprio qui attesi con grande entusiasmo e fervore popolare, come quello di "María Santísima del Rocío" e dell'"Hermandad del Prendimiento" proprio per lo straordinario spettacolo offerto.

### Cattedrale
La Basilica Cattedrale dell'Incarnazione è il massimo tempio di culto di Malaga e uno dei più preziosi gioielli del Rinascimento in Spagna. Solo alcune confraternite realizzano al suo interno stazione di penitenza.
Le confraternite che hanno accesso in Cattedrale sono:
- "Hermandad del Dulce Nombre";
- "Cofradía de la Humildad";
- "Hermandad de la Salutación";
- "Hermandad de la Salud";
- "Hermandad de la Pasión";
- "Hermandad de la Crucifixión";
- "Cofradía de los Dolores del Puente";
- "Hermandad de las Penas";
- "Hermandad de los Salesianos";
- "Hermandad de la Santa Cruz";
- "Hermandad de Viñeros";
- "Archicofradía de los Dolores de San Juan";
- "Hermandad de la Mediadora";
- "Hermandad del Descendimiento";
- "Hermandad del Monte Calvario".

Le rimanenti società non fanno stazione di penitenza all'interno della cattedrale essenzialmente per le grandi dimensioni dei troni, la "ridotta" larghezza dei varchi impedisce di fatto l'accesso al tempio.

### «Casas Hermandad» - sedi

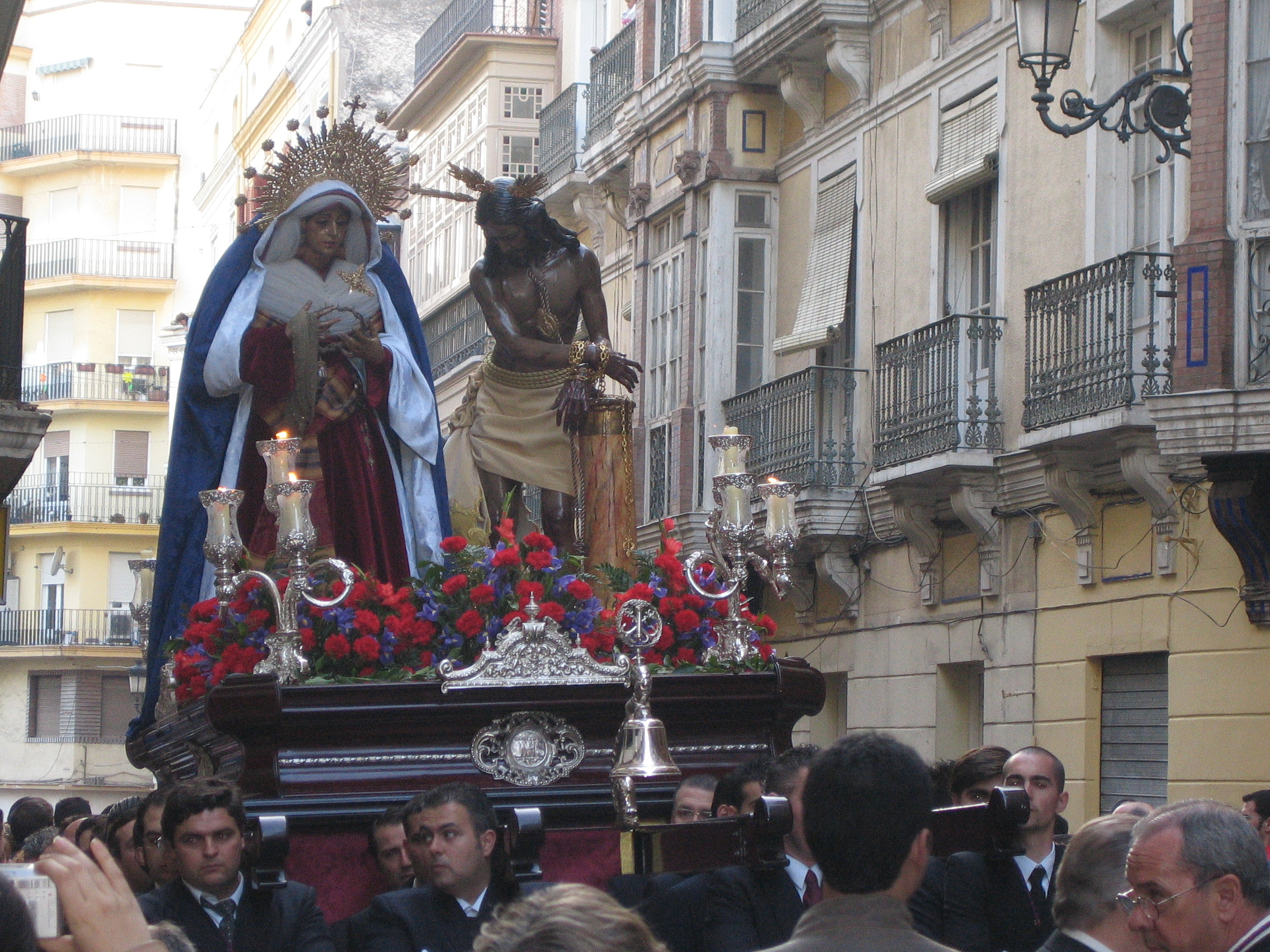
Traslado della "Cofradía de la Columna de los Gitanos".

Il termine indica le sedi proprie delle «Confraternite e Fratellanze». È il luogo ove sono custodite e si svolgono le uscite processionali della stragrande maggioranza delle immagini titolari («troni») quando le dimensioni di questi non consentono questa funzione dai vari luoghi di culto ad essi collegati. È anche il luogo dove si custodisce tutto l'anno il patrimonio artistico processionato. Ci sono tre varianti nominali: «Casa Hermandad», «Casa-Hermandad» e «Casa de Hermandad», termini utilizzati indistintamente per esprimere il medesimo concetto.

### «Traslados» - trasferimenti
La Settimana Santa malacitana inizia ufficiosamente circa una settimana prima della Domenica delle Palme con i primi trasferimenti costituiti da piccoli cortei, precisamente nella Settimana di Passione: ultima settimana di Quaresima secondo il calendario liturgico del rito romano o «Semana de Dolores» o «Semana de Pasión». I «troni» titolari della confraternita generalmente sono custoditi nella Casa Hermandad e il trasferimento al tempio, ove avverrà l'uscita processionale e qualora sia possibile, è effettuato con l'accompagnamento di una piccola banda.
Quando la Casa Hermandad coincide col tempio di culto, ovvero la chiesa è allo stesso tempo il luogo di custodia del trono e delle immagini titolari, avviene una semplice intronizzazione. In questo caso il trasferimento è definito «claustrale» e partecipato con la realizzazione di una Via Crucis.

### Saeta

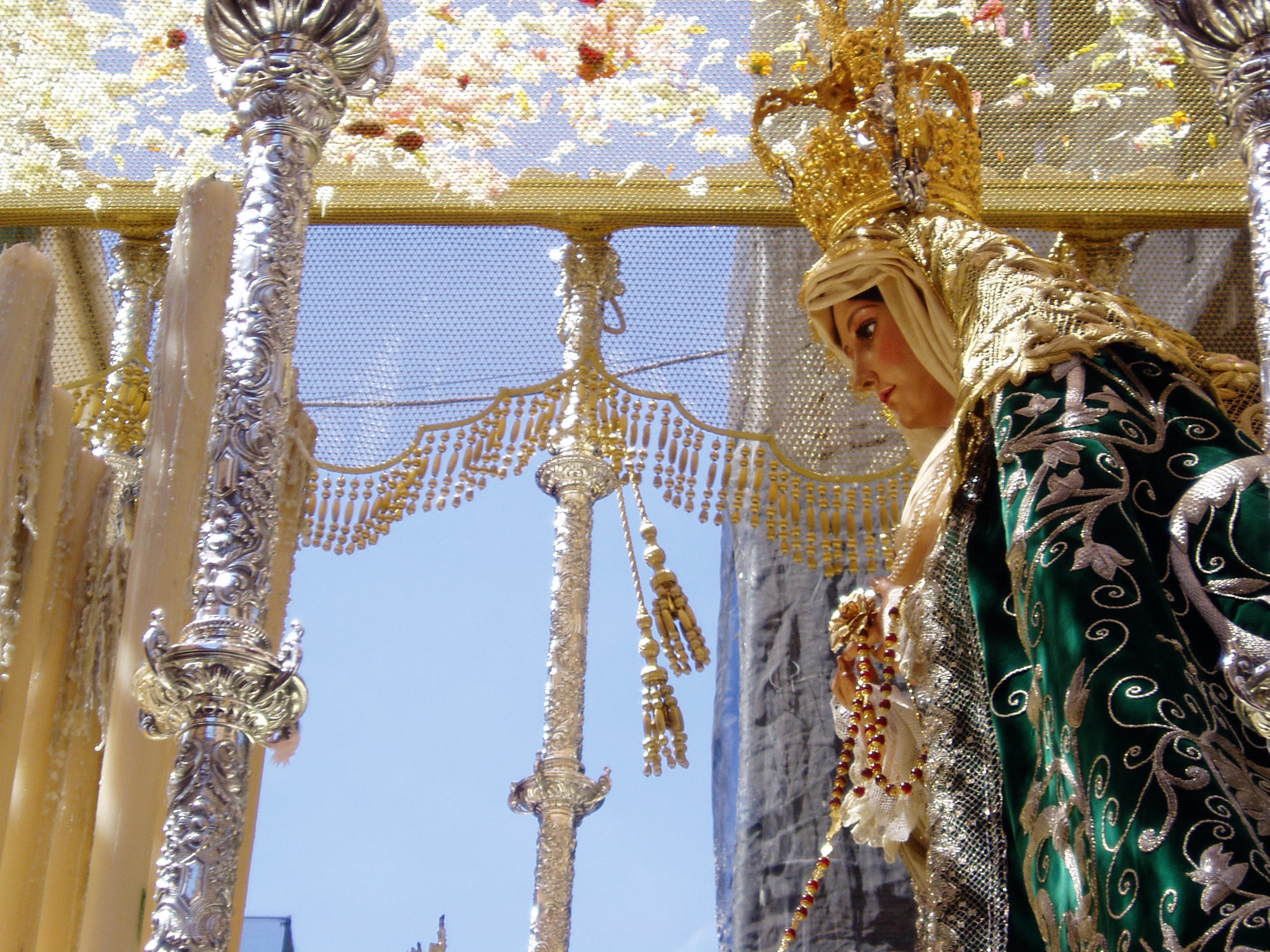
"Cofradia de la Pollinica", "Virgen del Amparo", la mattina della Domenica delle Palme.

La «saeta» è un canto religioso generalmente improvvisato e senza accompagnamento, eseguito nelle processioni della Settimana Santa e ha le sue origini nel folklore andaluso. Si tratta di una melodia di esecuzione libera e piena di lirismo, il canto è costituito da strofe di 4 o 5 ottonari. Di solito è cantata da Seguiriya o martinete e la sua interpretazione richiede la conoscenza dello stile del cante jondo proprio della tradizione musicale del flamenco.
Eseguito nel momento più inaspettato, improvviso (da cui deriva il nome, dardo, freccia, saetta) in uno dei luoghi legati alla fratellanza o confraternita, nei trasferimenti alla casa hermandad, al tempio o durante il percorso processionale, dai balconi, dalle finestre o sulla strada (dirimpetto ai pasos o troni) fra silenzio assoluto e totale raccoglimento.

## «Hermandades y cofradías»- Fratellanze e confraternite
In rispetto della lingua spagnola e della ricchezza etimologica delle definizioni sono mantenute le denominazioni originali delle Confraternite, dei nomi dei simulacri e degli etimi prettamente malagueñi. Per ulteriori approfondimenti sulle «Hermandades y cofradías» consultare i collegamenti ipercontestuali contenuti nella voce in lingua spagnola.

### Corporazioni libere
Il «Venerdì di Dolore» e il «Sabato di Passione» sono da sempre giorni di grande attività nei templi e siti d'appartenenza delle confraternite e fratellanze, da alcuni anni queste giornate di preparazione sono diventate momento ideale per le corporazioni le cui processioni non sono ancora state incluse nel programma dell'«Associazione delle confraternite». Tuttavia, la "Confraternita del Mutilato", senza gruppo dopo la caduta della dittatura di Franco, realizza le sue stazioni della Via Crucis il Venerdì Santo. Le corporazioni o associazioni di recente fondazione hanno facoltà di decidere processioni nei giorni precedenti per avere maggiore risalto.

### Corporazioni associate

#### Domenica delle Palme

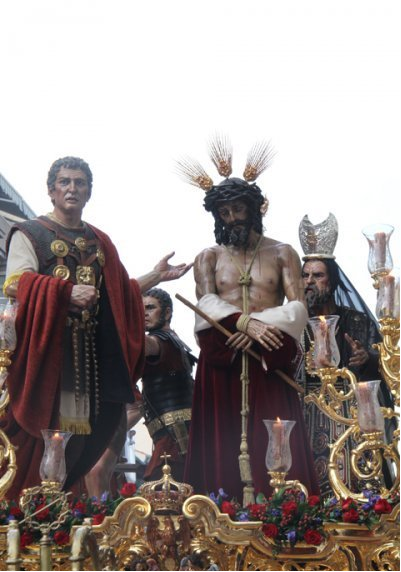
"Cofradía de la Humildad", "Nuestro Padre Jesús de la Humildad" la Domenica delle Palme.

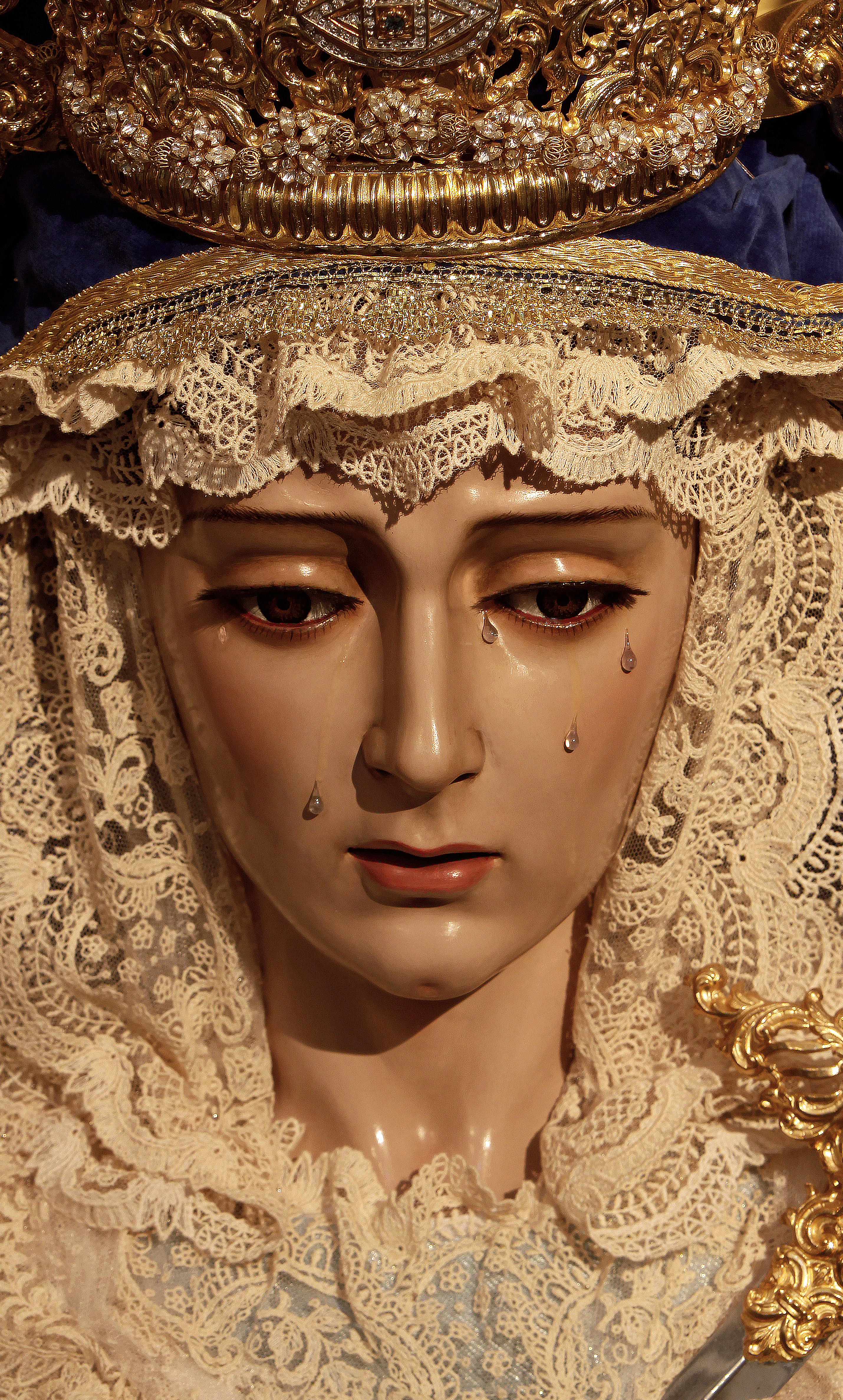
"María Santísima de Lágrimas y Favores" della "Reales Cofradías Fusionadas de San Juan", il Lunedì Santo.

- "Cofradía de la Pollinica": Confraternita che apre la Settimana Santa malacitana nelle prime ore del mattino, si caratterizza per il corteo composto da giovani con il "Nuestro Padre Jesús a su Entrada en Jerusalén" e la "Virgen del Amparo". Realizza l'uscita dalla sede della "Hermandad del El Molinillo" del barrio omonimo.
- "Virgen de Lágrimas y Favores": Titolare mariana della "Reales Cofradías Fusionadas" i cui troni escono la Domenica delle Palme, il Mercoledì Santo e il Giovedì santo. Si distingue per l'artistico trono condotto in processione, è l'unico testato dai portatori alcune settimane prima della sua uscita. Anticamente realizzava un "Rosario de la Aurora" la mattina della Domenica delle Palme, nella sua sede la "Chiesa di San Giovanni".
- "Hermandad de Humildad y Paciencia": "Hermandad del Santísimo Cristo de la Humildad y Paciencia y Maria Santísima de Dolores y Esperanza", dal nome primitivo "Venerable, Antigua y Carmelita Hermandad del Santísimo Cristo de la Humildad y Paciencia, María Santísima de Dolores y Esperanza, Santos Tarsicio, Domingo de Val, Nuestra Señora de la Aurora y Ánimas Benditas", è una fratellanza associata della Settimana Santa del "Barrio de la Cruz del Humilladero". Realizza la sua uscita dalla Casa Hermandad di "Plazuela de Maria Santísima de Dolores y Esperanza" con il "Santísimo Cristo de la Humildad y Paciencia" e il trono di "María Santísima de Dolores y Esperanza".
- "Hermandad del Dulce Nombre": Fratellanza che si distingue per il gran pregio del gruppo scultoreo che rappresenta la "Negazione di San Pietro" o "Nuestro Padre de la Soledad" accompagnato dal trono della Vergine "Dulce Nombre de María". La sua sede è la "Chiesa della Divina Pastora e Santa Teresa di Gesù", è fra le poche corporazioni che realizza l'uscita da un capannone.
- "Hermandad de la Salutación": Fratellanza con un unico trono che rappresenta la scena del vangelo apocrifo nel quale "Jesús Nazareno de la Salutación" si incontra con le Pie Donne di Gerusalemme, sul rostro inferiore è presente la figura della Veronica col panno con cui asciuga il volto di Gesù. L'immagine dipinta è realizzata ogni anno da un artista differente. Realizza una complessa uscita dalla sua sede: la "Chiesa di San Filippo Neri".
- "Hermandad de la Salud": Fratellanza caratterizzata per la sua sobrietà e la sua condotta durante le uscite. "El Cristo de la Esperanza en su Gran Amor" rappresenta le fasi immediate dopo la crocifissione. "María Santísima de la Salud" lo accompagna con baldacchino.
- "Hermandad del Prendimiento": Fratellanza che processiona la scena in cui Giuda Iscariota bacia Gesú provocandone l'arresto. È un ricco gruppo scultoreo rinnovato recentemente, con le figure di San Pietro, San Giovanni Evangelista, Malco, un centurione romano e San Giacomo Maggiore. Molto amata e popolare nel suo "Barrio dei Capuchinos", sua sede parimenti al "Dulce Nombre" è la "Chiesa della Divina Pastora". È accompagnata dalla "Virgen del Gran Perdón" condotta in processione su uno dei troni più grandi e impressionanti della città, il suo manto è considerato un tesoro del patrimonio della Settimana Santa malagueña.
- "Archicofradía del Huerto": Corporazione che mostra la scena di "Jesús Orando en Getsemaní" caratterizzata per le piante d'olivo che porta ogni anno come decorazioni del trono. Accompagna la "Nuestra Señora de la Concepción" che indossa un peculiare e antico manto. Risiede nella "Chiesa dei Santi Martiri Ciriaco e Paula", esce dalla sua Casa Hermandad nel barrio "Perchel". È patrocinata dalla corporazione degli olivicoltori.
- "Cofradía de la Humildad": Fratellanza conosciuta popolarmente come il "Silencio Blanco" per la sua serietà e compostezza. Realizza il suo atto penitenziale presso il "Santuario della Vittoria", sua sede. Il gruppo scultoreo "Santísimo Cristo de la Humildad" raffigura la scena nella quale Ponzio Pilato presenta al popolo l'Ecce Homo. È accompagnato dalla "Virgen de la Merced" e San Giovanni Evangelista con baldacchino.

#### Lunedì Santo

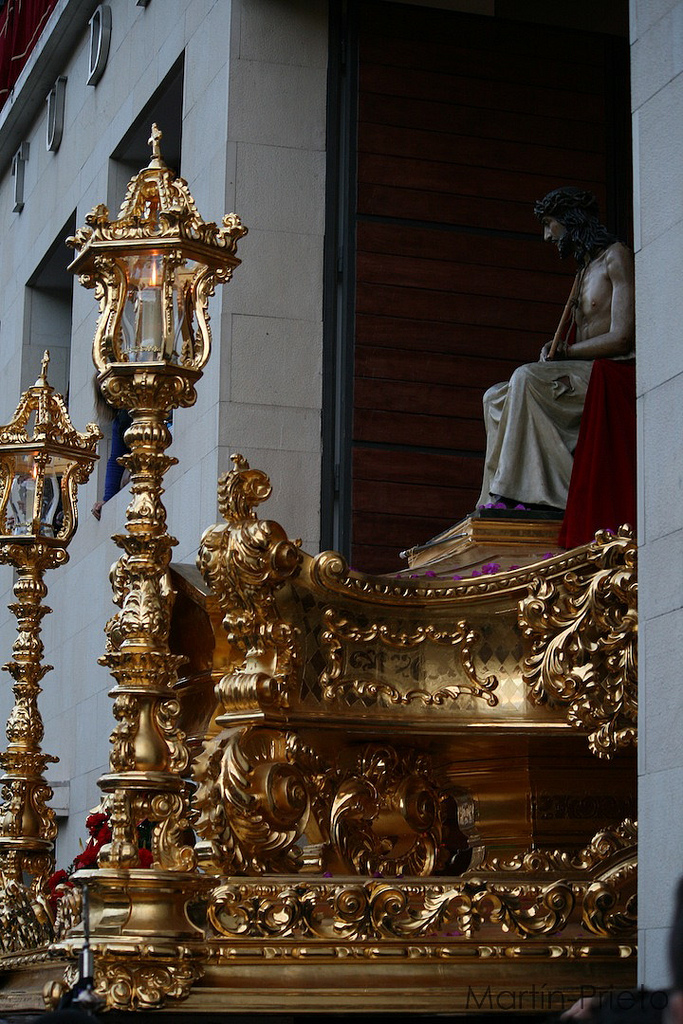
Uscita della "Cofradía de los Estudiantes".

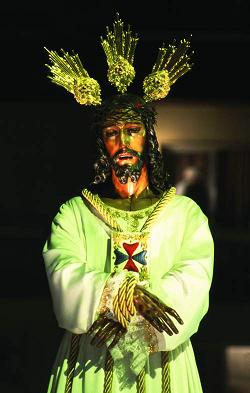
"Cofradía del Cautivo" la notte del Lunedì Santo. Una delle immagini più venerate dai «malagueños».

- "Hermandad de la Crucifixión": Fratellanza caratterizzata per la sua umiltà, il raccoglimento, il fervore mostrato nel processionare i suoi Sacri Titolari. Processiona dalla sua Casa Hermandad nel barrio di "El Ejido" rispettivamente il "Santísimo Cristo de la Crucifixión" e la "María Santísima del Mayor Dolor en su soledad".
- "Hermandad de los Gitanos": Fratellanza composta da centinaia di confratelli di etnia gitana che accompagnano i troni del "Cristo de los Gitanos", un Cristo dalla pelle morena, e "María Santísima de la O" con baldacchino. Sede è la centrale "Chiesa dei Santi Martiri", realizza la sua uscita dalla Casa-Hermandad di "Calle Frailes".
- "Cofradía de los Dolores del Puente": Confraternita di recente costituzione, la titolare mariana di "Nuestra Señora de los Dolores del Puente Coronada" antica di oltre 250 anni, venerata fin dai primi anni del XX secolo nella piccola cappella vicina al "Puente de los Alemanes" o di Santo Domingo, da qui deriva il soprannome. Accompagna il "Santísimo Cristo del Perdón, opera di Suso de Marcos, autore dei due ladroni Disma e Gesta, di San Giovanni Evangelista che formano il gruppo scultoreo, di seguito accompagna il trono di "María Santísima de la Encarnación", opera anonima di autore malagueño del XVII secolo.
- "Hermandad de la Pasión": Fratellanza che tiene come titolari il "Nazareno de la Pasión" considerata una delle migliori statue di Luis Ortega Bru, con la croce sorretto da Simone di Cirene e la "María Santísima del Amor Doloroso" con baldacchino.
- "Cofradía de los Estudiantes": Confraternita vincolata alla Università di Malaga e al "Gaudeamus igitur", inno che intonano i portatori mentre sollevano il "Santo Cristo Coronado de Espinas y ultrajado" sul suo trono di tipico stile malagueño denominato "de carrete". Lo accompagna la "Virgen de Gracia y Esperanza".
- "Cofradía del Cautivo": Eretta canonicamente presso la "Chiesa di San Paolo" nel "Barrio de La Trinidad", è conosciuta per la devozione universale al suo titolare il "Nuestro Padre Jesús Cautivo", con migliaia di devoti altrimenti conosciuto come "El Señor de Málaga". Lo accompagna la "Virgen de la Trinidad", coronata canonicamente nel 2000. Con la traslazione, la mattina del Sabato di Passione (fino al 2009 avveniva il Lunedì Santo), l'immagine è condotta all'Ospedale Civile di Malaga.

#### Martedì Santo

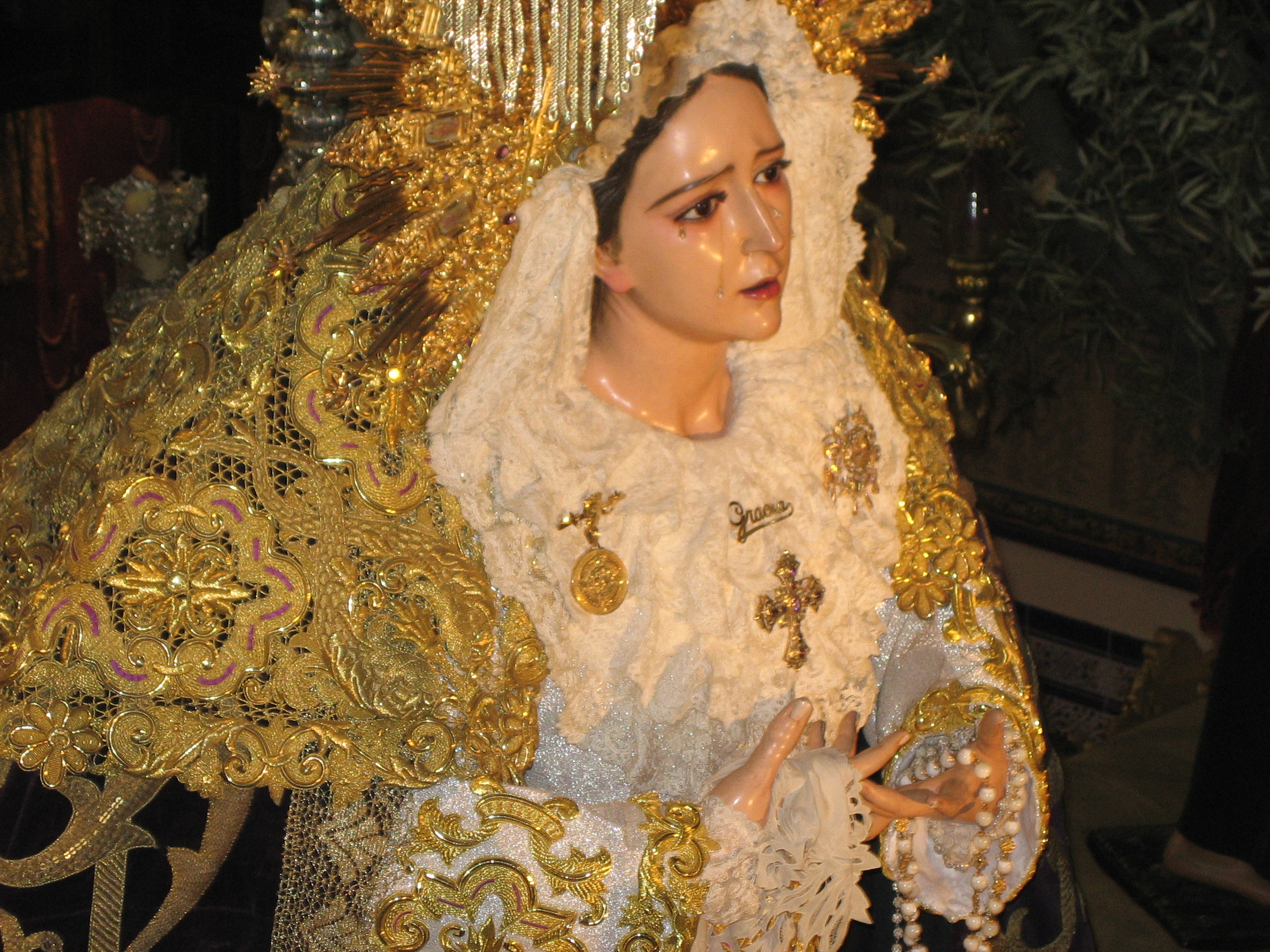
"La Virgen de Gracia" della "Hermandad del Rescate" processionato il Martedì Santo.

- "Hermandad de Culto y Procesión de Jesús Nazareno del Perdón y María Santísima de Nueva Esperanza": Questa fratellanza si caratterizza per l'itinerario più lungo della Settimana Santa malagueña. Nel 2010 ha realizzato la sua prima uscita dalla sua Casa Hermandad. Processiona il "Jesús Nazareno del Perdón" e "María Santísima de Nueva Esperanza".
- "Hermandad de las Penas": Fratellanza caratterizzata per l'uscita d'estrema difficoltà realizzata dalla "Chiesa di San Giuliano" del "Santísimo Cristo de la Agonía" e della "María Santísima de las Penas" famosa per il manto indossato dalla Vergine, unico nel suo genere, con un disegno differente ogni anno. Nel 2008 si è trasferita nel suo nuovo Oratorio - Casa Hermandad.
- "Hermandad de la Sentencia": La Fratellanza risiede nella "Chiesa di San Giacomo", realizza la sua uscita dalla "Calle Frailes" ove tiene la Casa Hermandad. "El Señor de la Sentencia" è accompagnato da uno dei gruppi scultorei più antichi della città e rappresenta la sentenza del giudizio di Gesù con un trono originale e di stile tipicamente malagueño. "María Santísima del Rosario en sus Misterios Dolorosos" opera di Antonio Gutiérrez de León y Martínez del XIX secolo esce sul suo gran trono argentato, con baldacchino e manto ricamati di colore azzurro. Patrocinata dalla magistratura, i pubblici ministeri e gli altri operatori del diritto che hanno relazione con la giustizia.
- "Hermandad de la Estrella": Conosciuta come "La Estrella" per la devozione alla "Santísima Virgen de la Estrella" tiene il baldacchino e il manto ricamato con decine di stelle. "Nuestro Padre Jesús de la Humillación y Perdón" è processionato su un trono di mogano e argento, il più antico della città.
- "Cofradía del Rocío": È la fratellanza più popolare della Settimana Santa malagueña. Fondata nel 1706 tiene la sua sede canonica nella "Chiesa di San Lazzaro" del "Barrio de la Victoria". I suoi titolari sono "Nuestro Padre Jesús Nazareno de los Pasos en el Monte Calvario", che rappresenta la terza caduta del Signore lungo l'andata al Calvario e "María Santísima del Rocío" altrimenti conosciuta come la "Novia de Málaga". Si tratta di una delle immagini mariane più popolari, devote e care della città, con una iconografia e abbigliamento unico nel suo genere: immagine del corpo intero con tunica, mantiglia e manto bianchi. Completa l'addobbo floreale bianco e il baldacchino in eguale tinta trapunto d'oro e d'argento.
- "Hermandad del Rescate": Confraternita del "Barrio de la Victoria" che dona colore al Martedì Santo con i toni granato e oro vecchio delle sue tuniche e cappe. Si caratterizza per il "Nuestro Padre Jesús del Rescate" e il trono di "María Santísima de Gracia" o "Virgen del Rescate" di stile neogotico, l'unico che si processiona in Malaga con le sue caratteristiche. Nonostante le dimensioni, ambo i troni contano 172 portatori, per via della stretta "Calle Agua" ove tiene la sua Casa Hermandad.

#### Mercoledì Santo

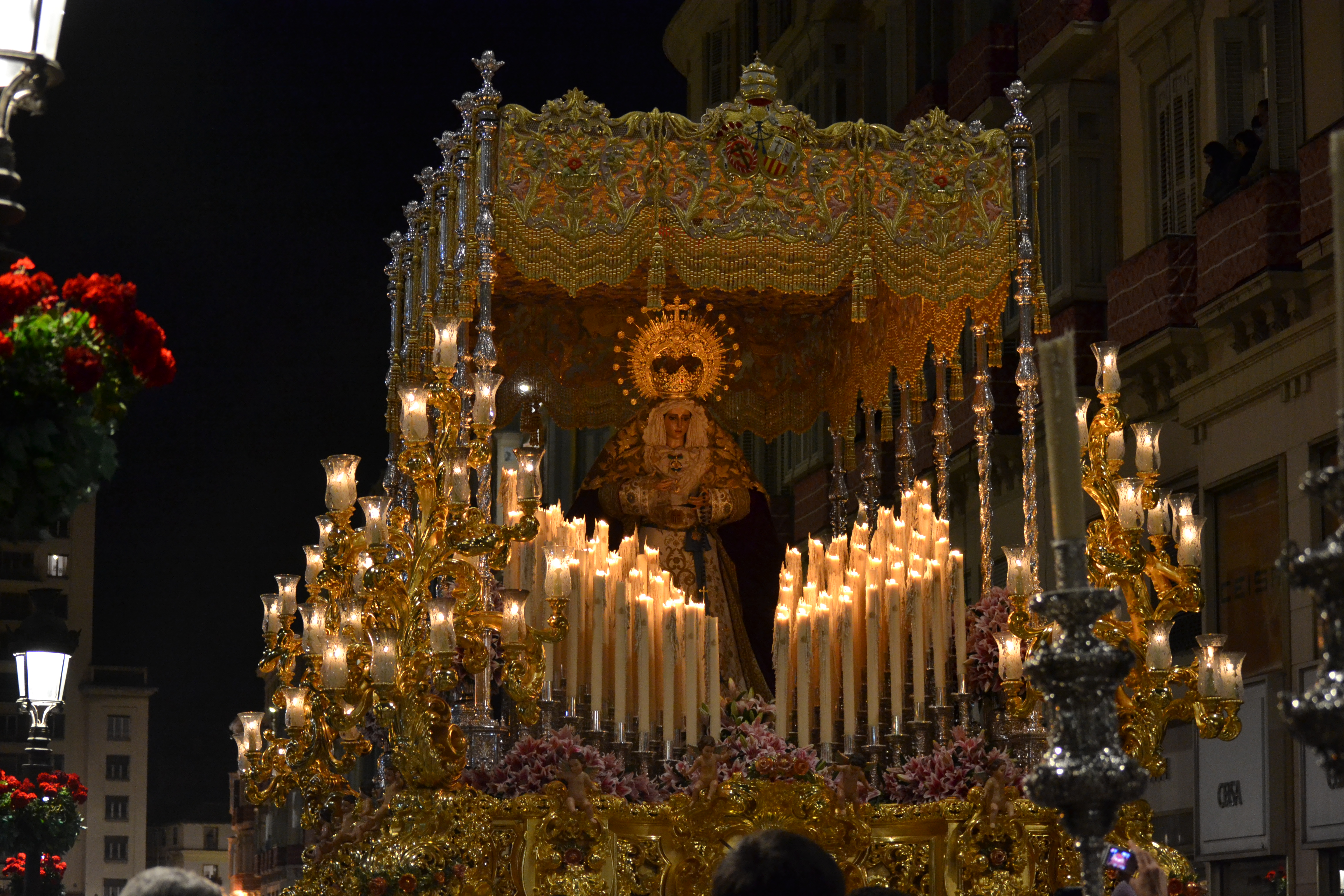
"Virgen de Consolación y Lágrimas" della "Archicofradía de la Sangre", il Mercoledì Santo.

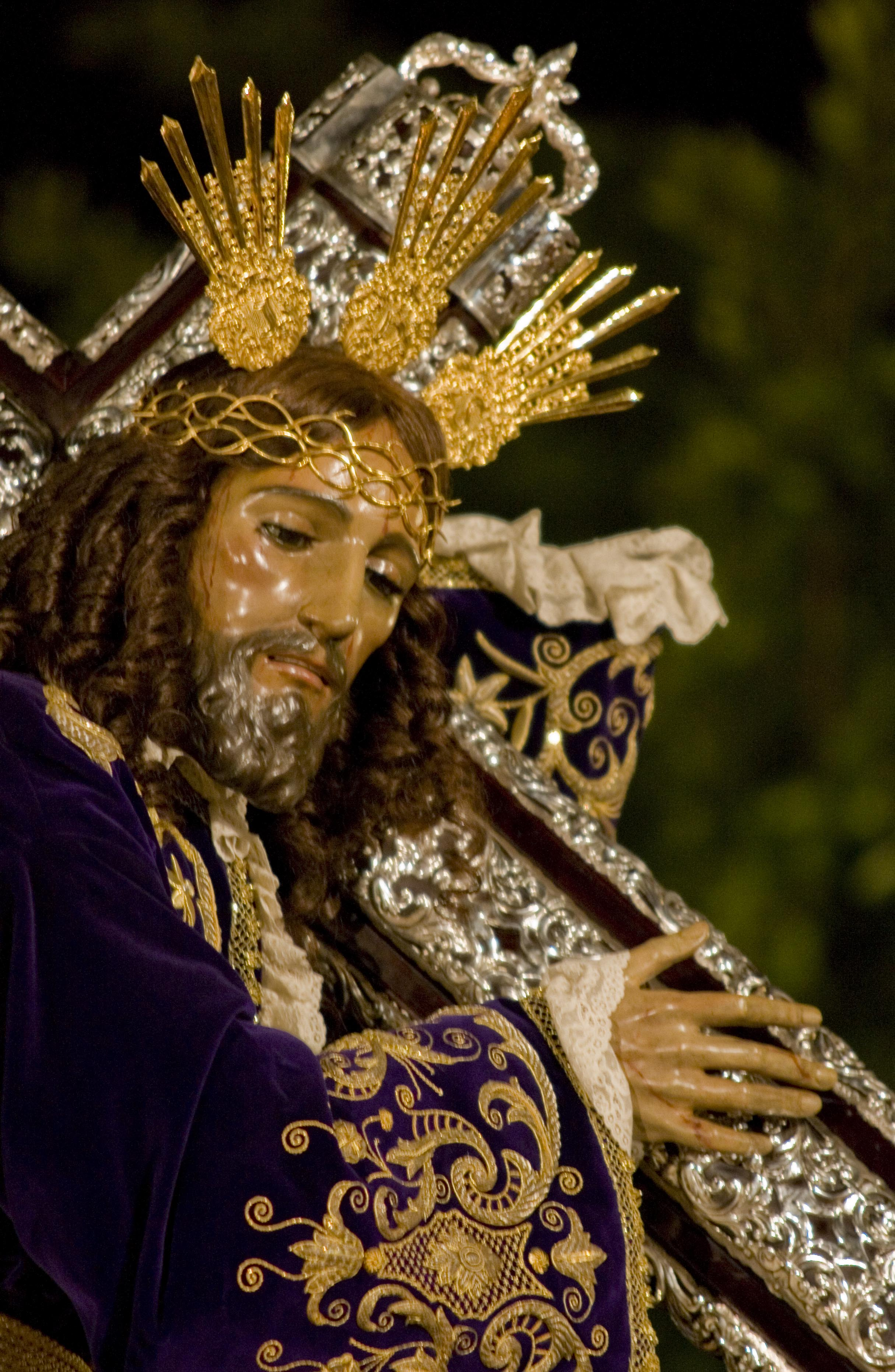
"Nuestro Padre Jesús Nazareno Titulado “El Rico”" della "Cofradía de Jesús "El Rico"", il Mercoledì Santo.

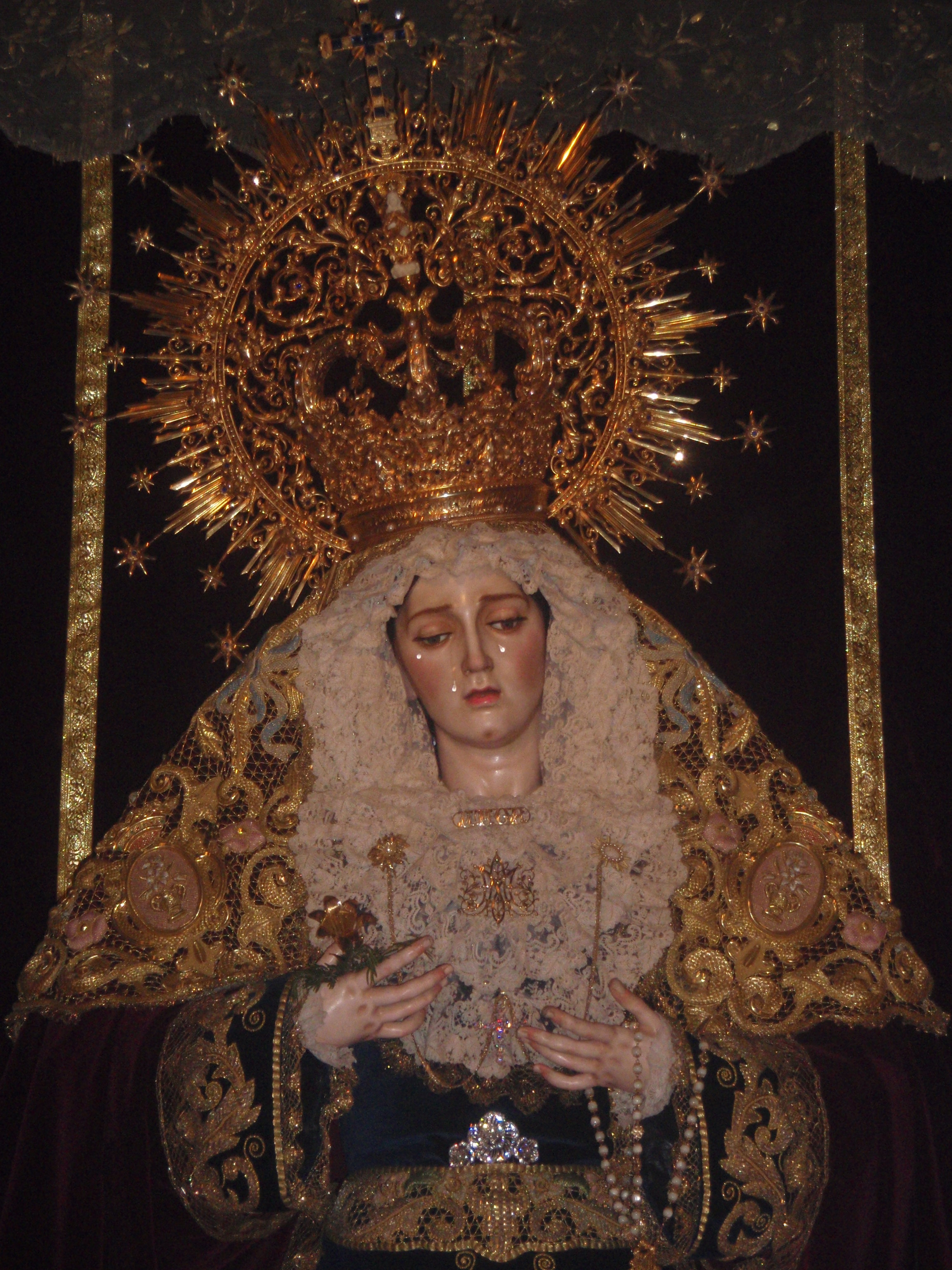
"María Santísima del Amor" della "Cofradía de Jesús "El Rico"", il Mercoledì Santo.

- "Hermandad de la Mediadora": Confraternita che conduce il solo trono della "Nuestra Señora Mediadora de la Salvación", realizza la sua stazione di Penitenza nella Cattedrale, proviene dal "Barrio de Girón-Delicias", con uscita da "Calle Ayala".
- "Hermandad de los Salesianos": Confraternita che realizza la sua stazione di Penitenza con un solo trono con la presenza contemporanea di due titolari: il "Cristo de las Penas" e "María Santísima del Auxilio" accompagnati da San Giovanni Evangelista, Maria di Cleofa, Maria Salomé e Maria Maddalena. Rappresenta il momento in cui l'apostolo Giovanni è destinatario dell'investitura da parte di Gesù e riceve la custodia filiale della Vergine.
- "Cofradías Fusionadas": Fratellanza che processiona il maggior numero di troni: quattro il Mercoledì Santo ("El Santísimo Cristo de la Vera+Cruz y Sangre", "Nuestro Padre Jesús de Azotes y Columna", "El Santísimo Cristo de la Exaltación", "La Virgen de Lágrimas y Favores"), uno la Domenica delle Palme "La Virgen del Mayor Dolor y San Juan Evangelista", il "Cristo de Ánimas y Ciegos" la madrugada del Giovedì Santo patrocinato dalla "Brigata dei Paracadutisti".
- "Hermandad de la Paloma": Possiede uno troni più massicci della Settimana Santa malagueña condotto da 280 uomini. Si caratterizza per il rilascio di colombe al passaggio del trono della Vergine durante l'itinerario che a sua volta accompagna il "Nuestro Padre Jesús de la Puente del Cedrón" chiamato popolarmente "el berruguita". È accompagnato da "María Santísima de la Paloma". Esce dal proprio tempio nella "Piazza di San Francesco". Con essa sfila una rappresentanza della città di Madrid.
- "Cofradía de Jesús "El Rico"": Processiona un Nazareno con capelli veri e croce a fianco, è liberato un prigioniero ogni anno, grazia per concessione della "Pragmática Sanción" di re Carlo III di Spagna. L'opera impartisce la benedizione con la mano destra meccanizzata. Lo accompagna la bella "Virgen del Amor", soprannominata popolarmente col nome di "La Niña de Puerta Oscura". È patrocinata dal Cuerpo Nacional de Policía.
- "Archicofradía de la Sangre": La confraternita più antica della Città, con 500 anni di storia. Processiona la scena nella quale Longino perfora il costato di Cristo. L'immagine è di Francisco Palma Burgos denominata "Santísimo Cristo de la Sangre" accompagnato da "María Santísima de Consolación y Lágrimas".
- "Cofradía de la Expiración": Caratterizzata per il dispiegamento degli effettivi e la banda musicale del Corpo della Guardia Civil, un ricco patrimonio di beni e troni catalogati come autentiche opere d'arte a livello nazionale, l'immagine del "Santísimo Cristo de la Expiración" è opera di Mariano Benlliure, considerato uno dei migliori crocifissi del paese. La "María Santísima de los Dolores Coronada" è stata coronata canonicamente nel 1986, la prima dolorosa di Malaga a ricevere tale onorificenza per la Chiesa Cattolica. Vincolata alla Guardia Civil: il "Cristo de la Expiración" è il suo patrono.

#### Giovedì santo

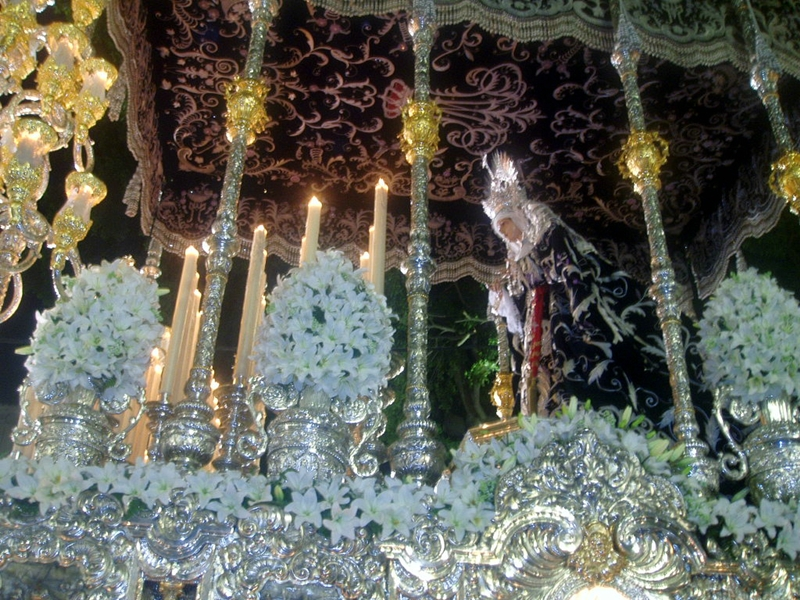
"Nuestra Señora del Gran Poder" della "Hermandad de la Misericordia", il Giovedì santo.

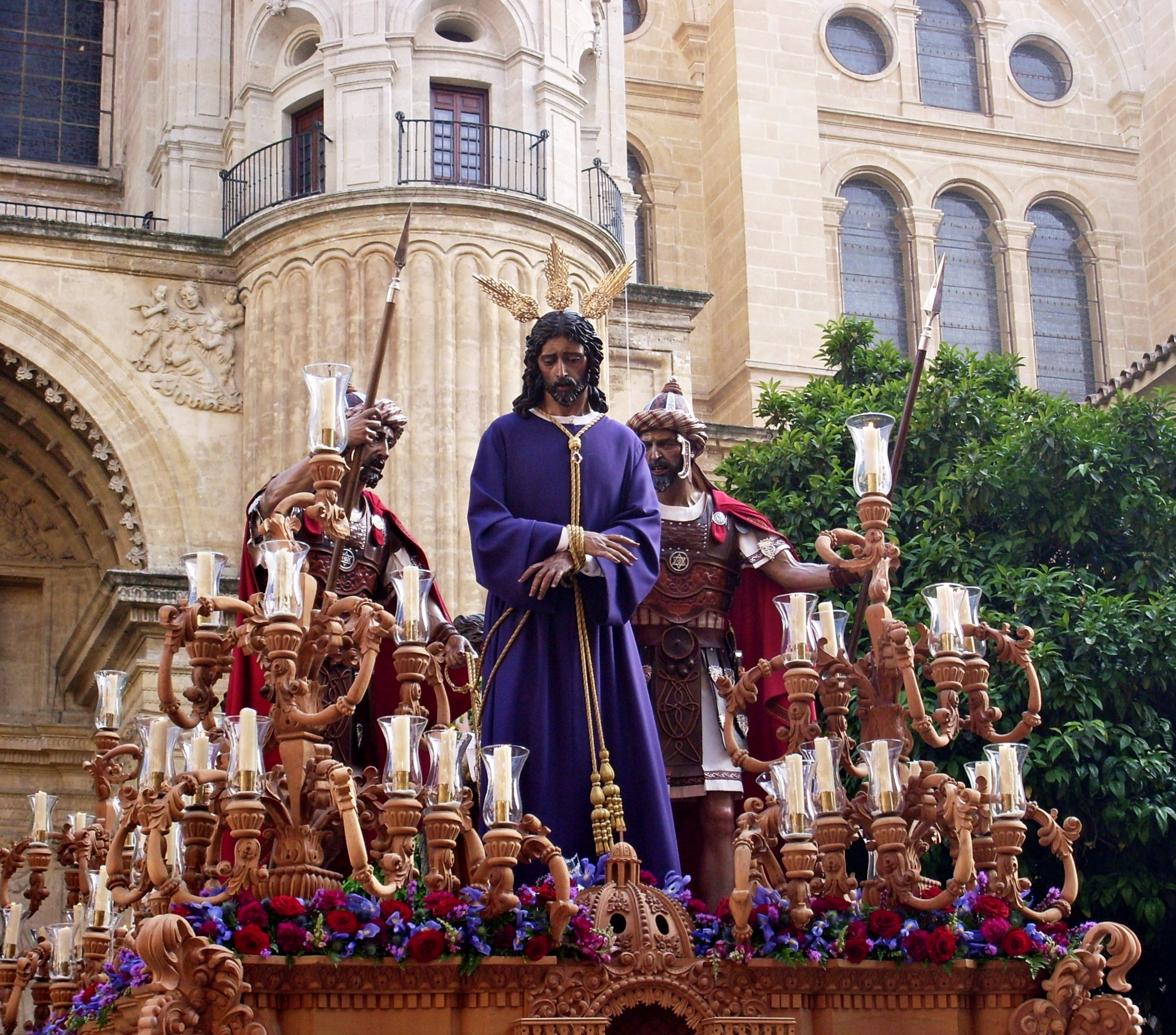
"Jesús de la Soledad" della "Hermandad del Dulce Nombre", il Venerdì Santo.

- "Hermandad de la Santa Cruz": Fratellanza Serafica fondata nel 1984, caratterizzata per la serietà della processione della "Nuestra Señora de los Dolores en su Amparo y Misericordia" accompagnata dalla "Santa Cruz", rappresenta la solitudine di Maria sotto la Croce vuota. Risiede presso la "Chiesa di San Filippo Neri e Santa Croce" da dove è realizzata l'uscita il Giovedì Santo, "Barrio del Molinillo - Capuchinos" al centro della Città.
- "Hermandad de la Cena": Fratellanza fondata nel XVII secolo riorganizzata nel 1924, che processiona l'"Ultima Cena" uno dei troni più grandiosi opera di Luis Álvarez Duarte. Lo accompagna "María Santísima de la Paz", processionata con un gran trono ricoperto d'argento. Patrocinata dai Ferrovieri, la sua antica sede al lato della stazione. La sua Casa-Hermandad è ubicata in "Puerta Nueva". Tiene come nuova sede la "Chiesa dei Santi Martiri". Vincolata alla corporazione dei ferrovieri dalla sua fondazione all'inizio del XX secolo nel "Santuario della Vittoria".
- "Hermandad de Viñeros": Fratellanza che processiona il "Cristo de Málaga" o "Nuestro Padre Jesús Nazareno de Viñeros" accompagnato da una Vergine senza baldacchino "Nuestra Señora del Traspaso y Soledad de Viñeros", vincolata alla corporazione dei viticoltori.
- "Congregación de Mena": Congregazione caratterizzata per l'eccellente figura del "Cristo de Mena" o "Santísimo Cristo de la Buena Muerte y Ánimas" opera di Palma Burgos, considerato uno dei migliori crocifissi del XX secolo spagnolo e la "Nuestra Señora de la Soledad" allo sfilamento partecipano la Legione spagnola e la Marina, con truppe, banda di musica e banda di trombe, protettore di entrambi i corpi delle forze armate.
- "Hermandad de la Misericordia": Processiona il "Nazareno de la Misericordia" altrimenti conosciuto come "el Chiquito" per la dolcezza e velata tristezza della figura del Nazareno realizzata dallo scultore José Navas Parejo. La devozione nel "Barrio del Perchel" è indefinita. Partecipa al corteo processionale l'esercito dell'Aria con l'Aviazione. L'altra Immagine Titolare "Nuestra Señora del Gran Poder", si caratterizza per l'abbigliamento scuro con sfarzosi dettagli e la corona d'argento del Giovedì Santo. Vincolata all'Aviazione.
- "Hermandad de Zamarrilla": Fratellanza che processiona due immagini di gran devozione per i malagueños: la "Virgen de la Amargura" conosciuta come "Zamarrilla" per la leggenda del bandito e il "Cristo de Los Milagros". Caratterizzano la fratellanza i due grandi troni di recente creazione e due stendardi dipinti a olio su velluto unici nel loro genere. Partecipa allo sfilamento l'Arma di Cavalleria con la rappresentanza di una banda di trombe e tamburi. La "Virgen de la Amargura" è stata coronata canonicamente nel 2003.
- "Archicofradía del Paso y la Esperanza": Deve il titolo di arciconfraternita alla fusione di due primitive fratellanze: la "Hermandad del Dulce Nombre de Jesús Nazareno del Paso" e l'"Hermandad de María Santísima de la Esperanza". La "Virgen de la Esperanza", opera anonima del XVII secolo attribuita alla scuola de Pedro de Mena gode della gran devozione e popolarità nella capitale malagueña essendo chiamata "La Reina de Málaga". Questo trono è considerato come il più grande della Settimana Santa. Il "Nazareno del Paso" è opera di Mariano Benlliure. La "Virgen de la Esperanza" è stata coronata canonicamente nel 1988. La sua sede canonica è la "Basilica de La Esperanza". Una delegazione del Cuerpo de Intendencia di Madrid accompagna la confraternita nel suo itinerario la madrugada del Giovedì Santo.
- "Cofradías Fusionadas Vera - Cruz": Già appartenente alle Reali Confraternite di San Giovanni. Processiona il "Cristo de Vera - Cruz" il più antico della città di Malaga, di anonimo del XVI secolo. Si caratterizza per il suo gran raccoglimento e realizza la stazione di penitenza nella Cattedrale di Malaga. Processionava nella madrugada, con uscita alle 6:00 del mattino senza transitare per itinerario ufficiale.

#### Venerdì Santo

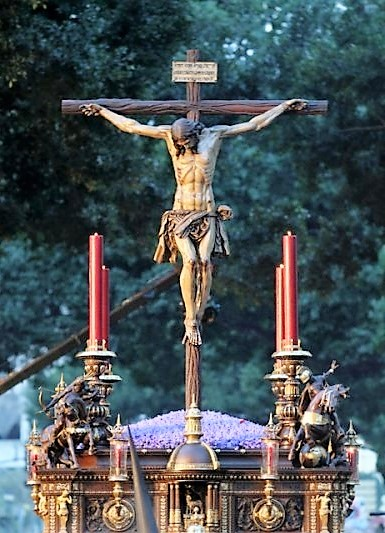
"Archicofradía de los Dolores de San Juan", "Cristo de la Redención" accede per Alameda Principal il Venerdì Santo.

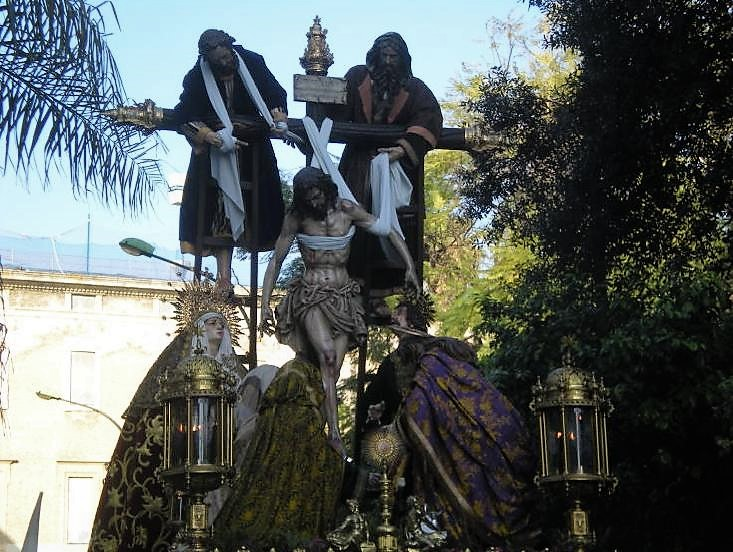
"Hermandad del Descendimiento", il Venerdì Santo.

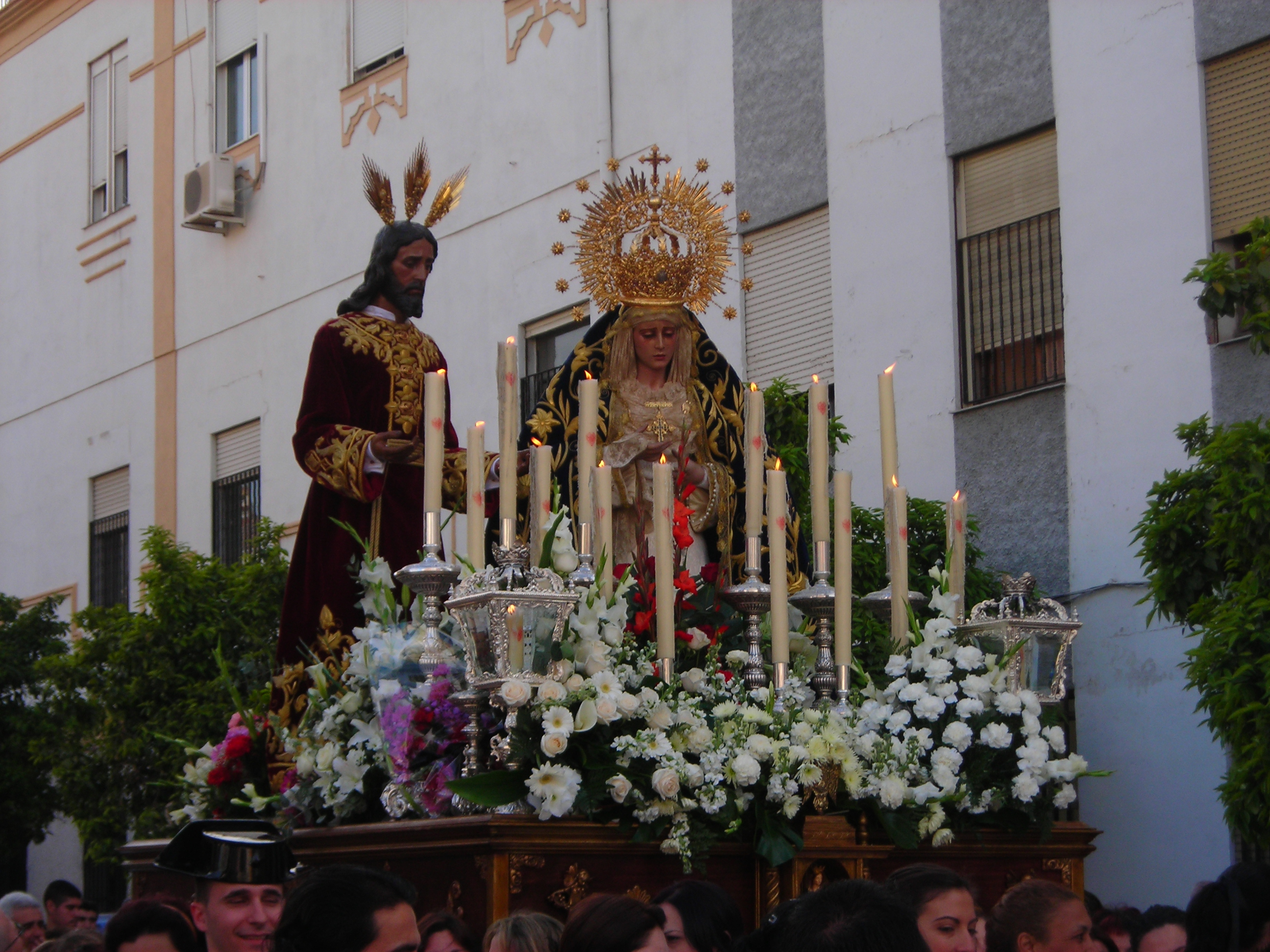
"Prendimiento" della "Hermandad del Prendimiento", il Venerdì Santo.

- "Archicofradía de los Dolores de San Juan": Confraternita sobria, di silenzio e di lutto, propria del Venerdì Santo, giorno in cui si processionano il "Cristo de la Redención" e la "Virgen de los Dolores", ciascun trono è accompagnato da una banda musicale.
- "Hermandad del Monte Calvario": Confraternita che processiona un trono che raffigura il momento in cui Gesù è morto e giace nelle braccia della madre Maria, il "Santo Cristo del Calvario y Via-Crucis" con sede presso la "Basilica della Vittoria". Il corteo processionale invita al raccoglimento e alla preghiera attraverso la catechesi itinerante, presenta le stazioni della Via Crucis e nei 4 angoli delle lanterne. Lo accompagna il trono di "Santa María del Monte Calvario".
- "Hermandad del Descendimiento": Fratellanza caratterizzata per il gran peso del trono di Cristo che rappresenta il momento in cui il Cristo è deposto dalla croce. È l'unica fratellanza della Settimana Santa di Malaga, che percorre il "Paseo del Parque". Una delle più belle e degne da vedere quando sfila. La "Virgen de las Angustias", è un trono di gran qualità artistica restaurato nel 2011 dall'artista D. Luis Álvarez Duarte.
- "Hermandad del Traslado": Fratellanza che processiona un trono raffigurante Nicodemo, Santo Stefano e Giuseppe d'Arimatea che trasportano il corpo di Gesù dal Monte Calvario al Sepolcro accompagnati dalle tre Marie: Maria, Maria Maddalena e Maria di Cleofa denominata "Cristo del Santo Traslado". È accompagnata dal "Nuestra Señora de la Soledad" altrettanto conosciuta come la "Soledad de San Pablo". Si distingue per la presenza di centurioni romani e la particolarità che tutti i nazareni calzano sandali, mantenendo una estetica antica di 2000 anni, è vincolata alla corporazione dei panificatori.
- "Hermandad del Amor": Confraternita che processiona il "Cristo del Amor" Crocifisso di piccole dimensioni con ai suoi piedi la figura di una dolorosa, attribuito all'artista malagueño Fernando Ortiz del XVIII secolo, ad esso è dedicata una delle migliori marce di banda di trombe della settimana santa dal titolo "Cristo del Amor". La "Cofradía del Amor y la Caridad" processiona l'attuale immagine della "Virgen de la Caridad en 1948", opera creata dall'artista Francisco Buiza.
- "Hermandad de la Piedad": Fratellanza che processiona il trono della "Piedad" che raffigura il momento in cui Gesu morto giace tra le braccia della madre Maria. Risiede nella "Cappella del Molinillo". La peculiarità del gruppo scultoreo risiede nell'unico blocco in cui è ricavato il Cristo e la Vergine, opera di gran valore artistico di stile moderno di Francisco Palma, vincolata ai dipendenti dei servizi postali.
- "Hermandad del Sepulcro": Confraternita che processiona in assoluto silenzio il "Cristo yacente" la notte del Venerdì Santo. Con la "Virgen de la Soledad" sfila una rappresentanza della Marina. La fratellanza processiona un trono in forma di catafalco di gran valore artistico e una pinacoteca di stendardi di importanti pittori. È la confraternita ufficiale di Malaga.
- "Orden de Servitas": Il Terz'Ordine dei Servi della Settimana Santa di Malaga svolge la sua stazione di penitenza una volta che tutte le luci del percorso processionale sono spente. I Nazareni pregano per tutta la processione con un seguito di stile castigliano.

- Vía Crucis del Santísimo Cristo Mutilado, chiesa del Sagrario o chiesa del Tabernacolo.

#### Domenica di Resurrezione
La Domenica di Resurrezione è il giorno nel quale resuscita nostro Signore, esce solo una rappresentanza di tutte le Confraternite della città accompagnando il corteo processionale del "Santísimo Cristo Resucitado y María Santísima Reina de los Cielos", titolari della "Agrupación de Cofradías", processionando l'immagine del "Santísimo Cristo Resucitado", opera di José Capuz Mamano, di stile moderno e di gran valore artistico e "María Santísima Reina de los Cielos" un'opera di Luis Álvarez Duarte del 1993.

## Primati della Settimana Santa malagueña
- Cristo più antico: "Cristo de la Vera - Cruz" XVI secolo della "Reales Cofradías Fusionadas", processionato il Giovedì santo. A volte si considera come il Cristo più antico il "Cristo de Ánimas y Ciegos" del XVII secolo, in quanto quello della Vera - Cruz è stato ricomposto dopo i tragici eventi del 1931.
- Vergine più antica: "María Santísima de la Esperanza", del XVII secolo. Debita segnalazione per l'immagine considerevolmente modificata dopo la parziale distruzione del 1931.
- Trono di Cristo con più portatori: il "Santísimo Cristo de los Milagros", condotto da 240 hombres de trono.[7]
- Trono della Vergine con più portatori: "María Santísima de la Paloma", condotto da 280 hombres de trono.[7]
- Corporazione con più nazareni: "Cofradía de los Estudiantes" con più di 1000 nazareni.
- Corporazione con menos nazarenos: "Hermandad de la Santa Cruz" con 105 nazareni in unica sezione.
- Corporazione con l'itinerario più lungo: "Archicofradía del Paso y la Esperanza", (15:45-5:00).
- Corporazione con l'itinerario più corto: "Resucitado", (10:15-14:30).
- Corporazione con l'uscita più tarda: "Cofradía de la Expiración", effettua la sua uscita alle 23:45.
- Corporazione con l'uscita più mattutina: "Cofradía de la Pollinica", effettua la sua uscita alle 09:50 con rientro alle 14:25 della Domenica delle Palme.
- Corporazione più antica: "Cofradía de la Vera - Cruz", risalente al 1505.
- Corporazione più giovane (associazione): "Mediadora de la Salvación y Humildad y Paciencia", ha realizzato la prima uscita per il «recorrido oficial» nel 2015.
- Manto della Vergine più esteso: I manti di processione di "Nuestra Señora de la Esperanza Coronada", "María Santísima de Consolación y Lágrimas", "María Santísima de Nueva Esperanza" e "María Santísima de los Dolores Coronada", compresi tra gli 8 e 9 metri di lunghezza, essi sono considerati i più lunghi della Settimana Santa di Málaga. Il manto della "Virgen de las Penas" è ulteriormente ricoperto da elaborata composizione floreale.

## Correlazioni e curiosità
Lo studio delle tradizioni e delle contaminazioni iberiche a Palermo ed in Sicilia consente di risalire alle origini etimologiche della definizione Madonna dell'«O» e dei termini afferenti. Tutti riferimenti, titoli, invocazioni sono legati al tema e al culto dell'«Aspettazione del Parto della Vergine Maria».
La matrice comune trova fondamento nelle antiche antifone che iniziano con l'esclamazione vocativa "O" recitate negli ultimi sette giorni di Avvento ove all'"O" segue un appellativo riferito al Messia: O Sapienza, O Signore, O Radice di Iesse, O Chiave di Davide, O Astro Sorgente, O Re delle Genti, O Emmanuele.
In passato tra le antifone in "O" dell'Avvento figurava anche quella indirizzata alla Vergine: O Virgo Virginum, quomodo fiet istud ? ed era l'antifona d'introduzione propria del Magnificat.

## Galleria d'immagini

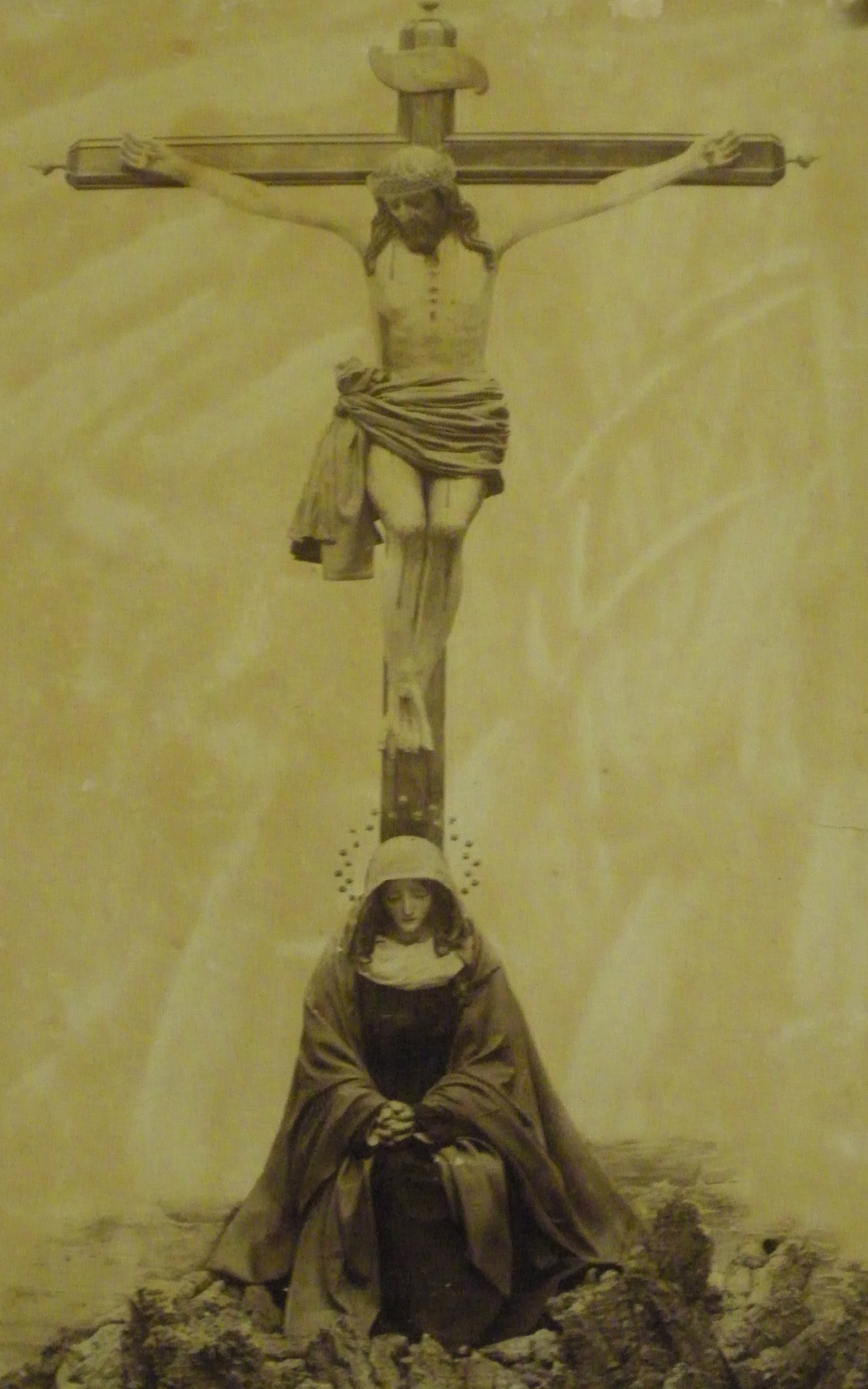
"María Santísima de Lágrimas y Favores" della "Reales Cofradías Fusionadas de San Juan", il Lunedì Santo.
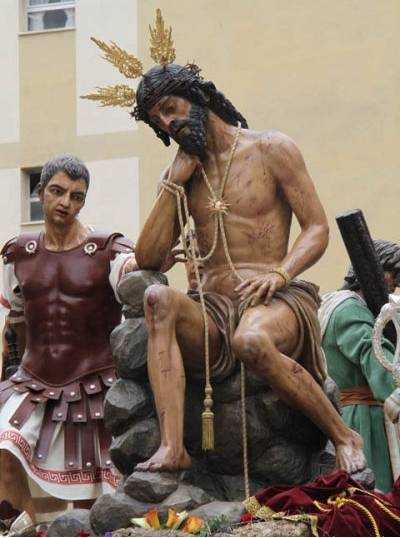
"Cristo de la Humildad y Paciencia" della "Hermandad de Humildad y Paciencia", il Lunedì Santo.
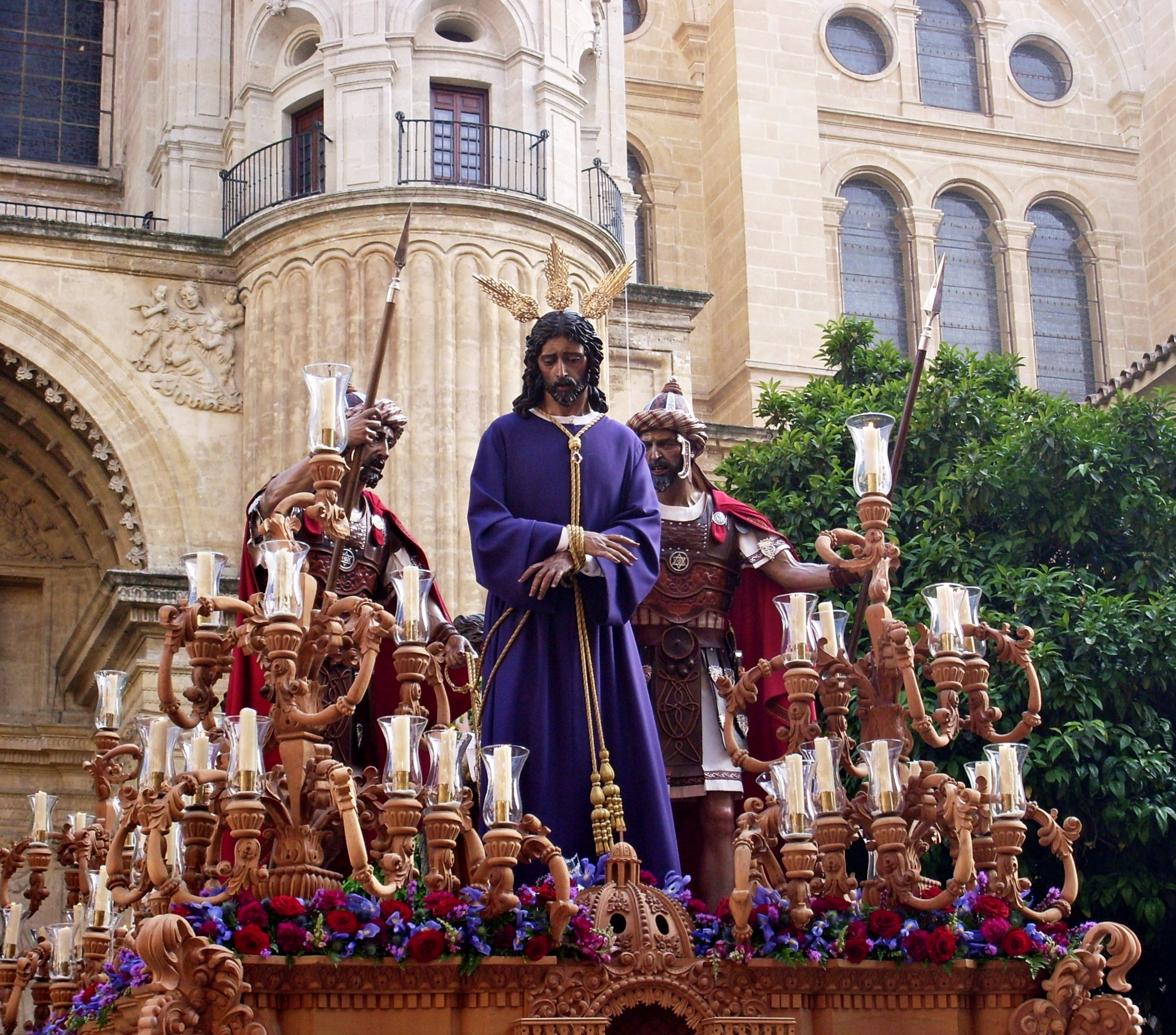
"Jesús de la Soledad" della "Hermandad del Dulce Nombre", il Lunedì Santo.
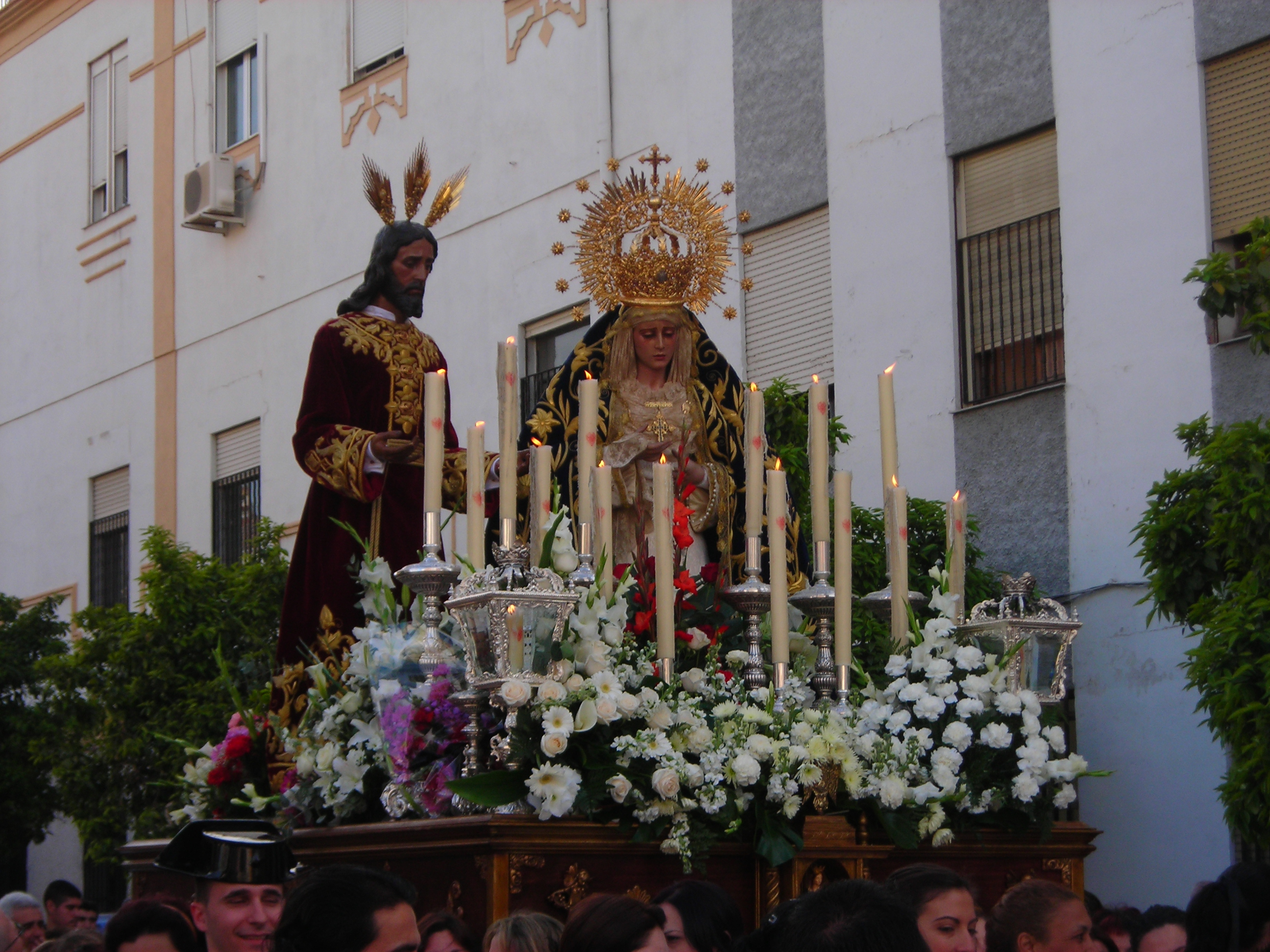
"Prendimiento" della "Hermandad del Prendimiento", il Lunedì Santo.
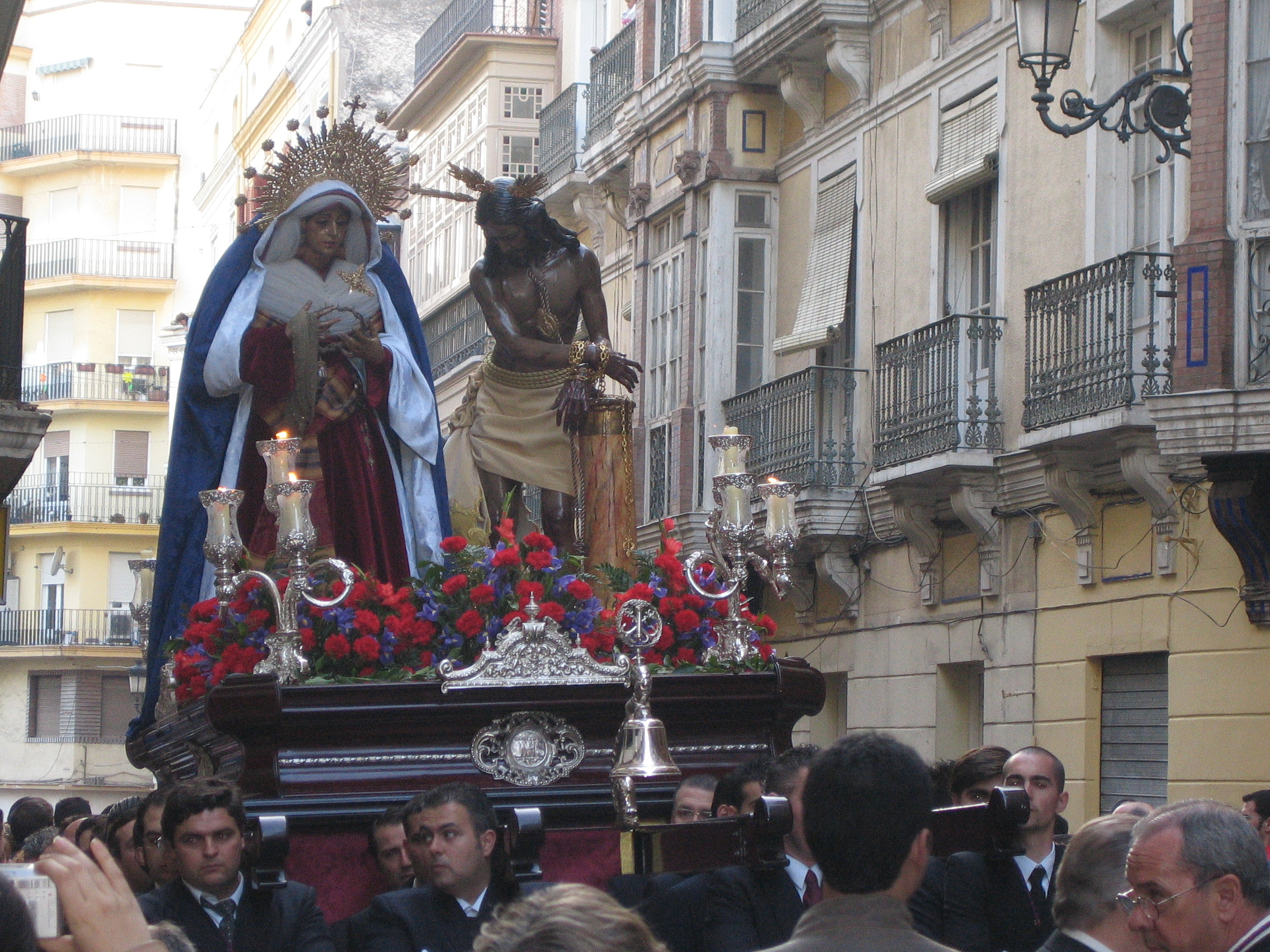
"Nuestro Padre Jesús de la Columna" della "Cofradía de los Gitanos", il Martedì Santo.
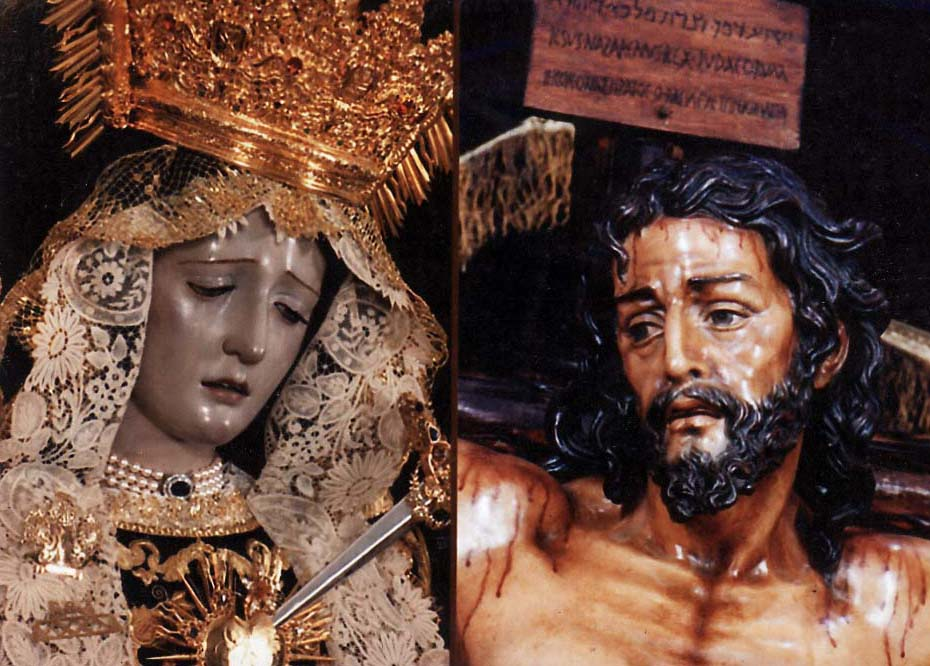
"Dolores del puente coronada y Cristo del perdon" della "Cofradía de los Dolores del Puente", il Martedì Santo.
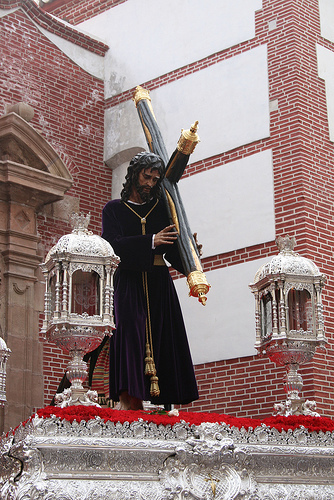
"Nuestro Padre Jesús de la Pasión" della "Archicofradía de Pasión", il Martedì Santo.
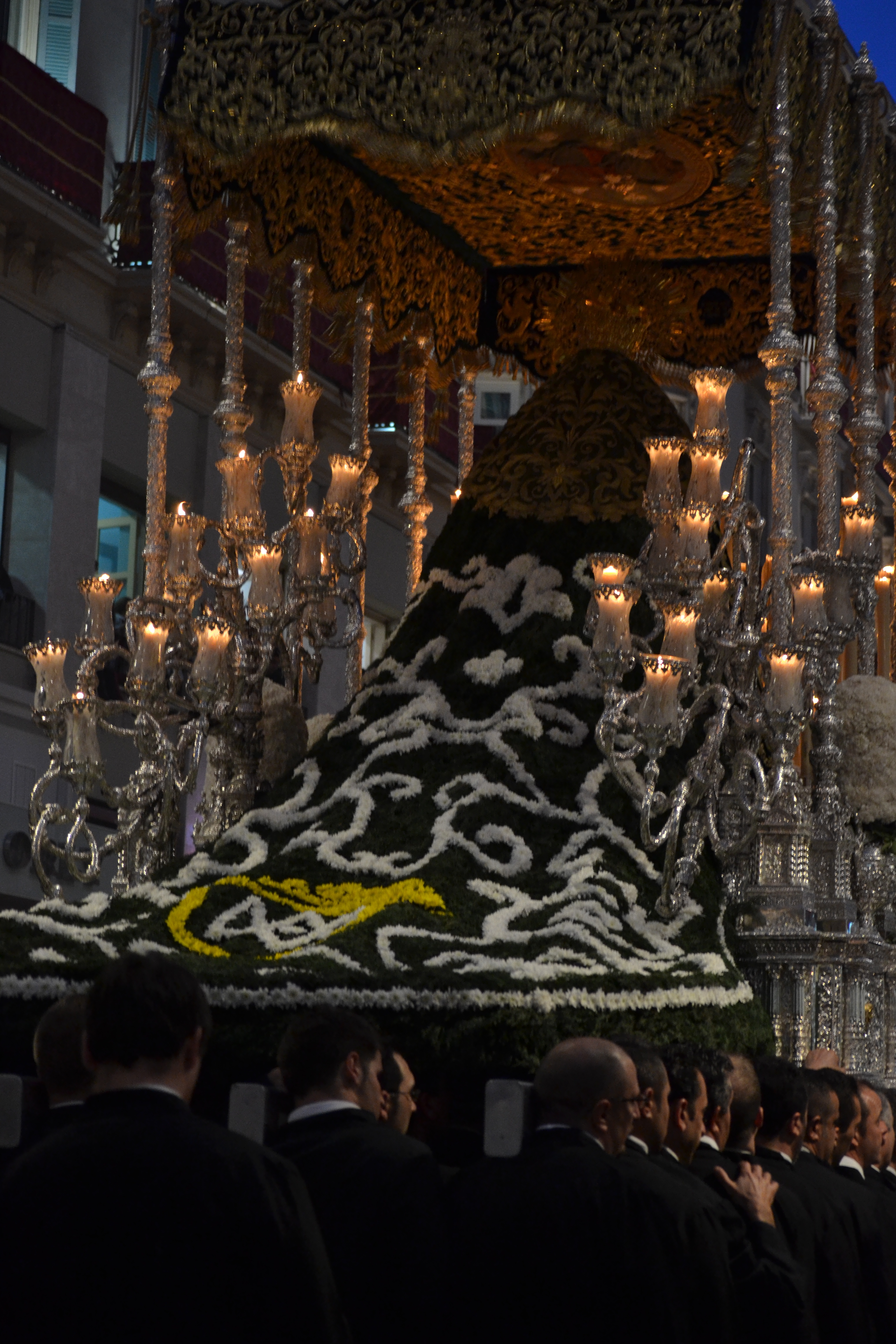
"Manto de flores de la Virgen de las Penas" della "Cofradía de las Penas", il Martedì Santo.
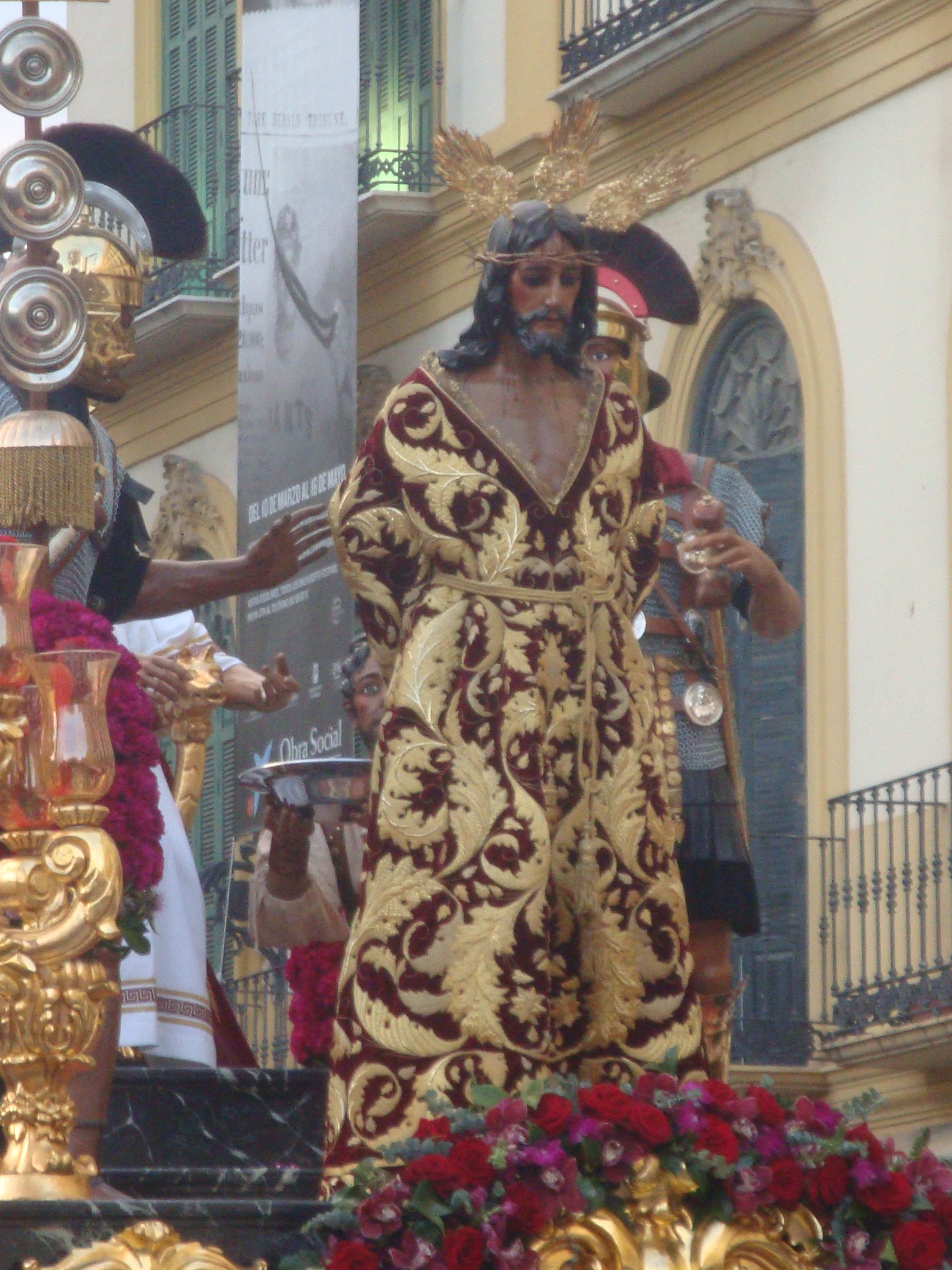
"Nuestro Padre Jesús de la Sentencia" della "Hermandad de la Sentencia", il Martedì Santo.
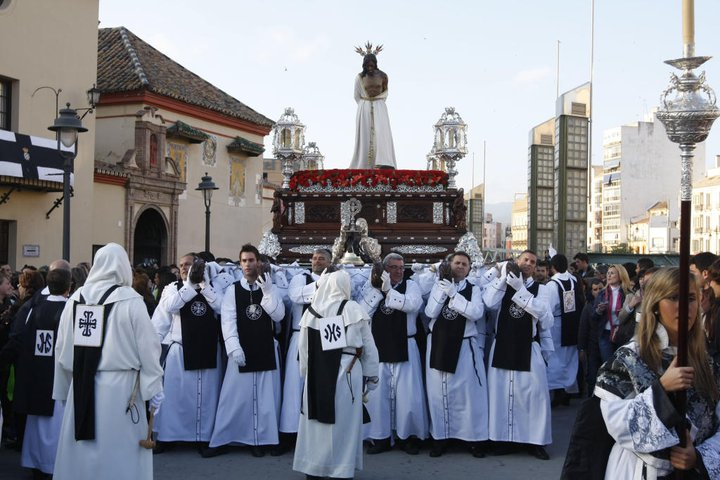
"Cristo de La Humillación" della "Hermandad de Humillación y Estrella", il Martedì Santo.
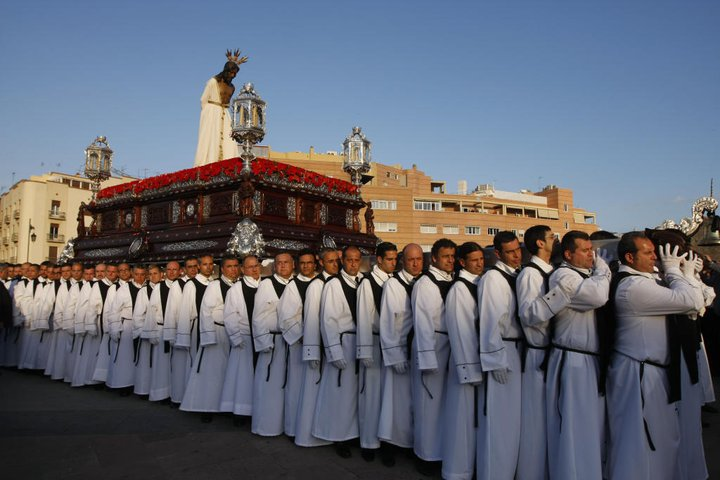
"Cristo de La Humillación" della "Hermandad de Humillación y Estrella", il Martedì Santo.
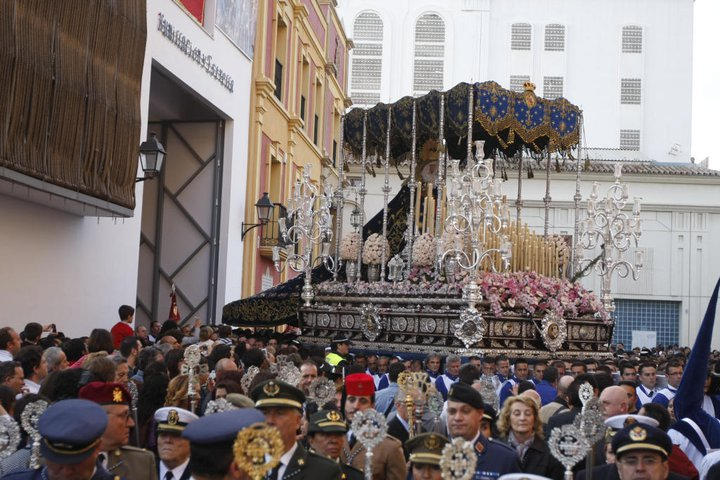
"María Santísima de la Estrella" della "Hermandad de Humillación y Estrella", il Martedì Santo.
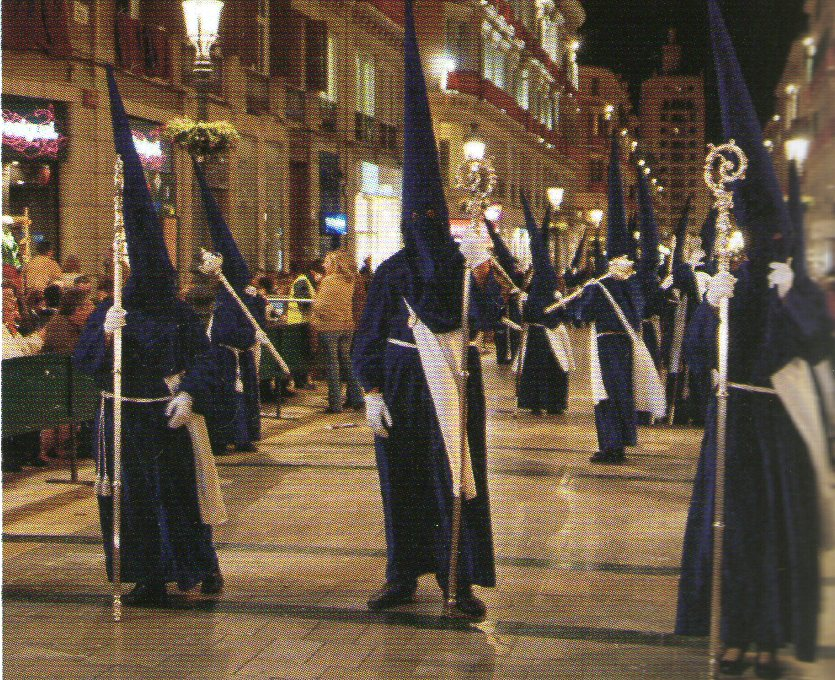
"Nazarenos de la Estrella" della "Hermandad de Humillación y Estrella", il Martedì Santo.
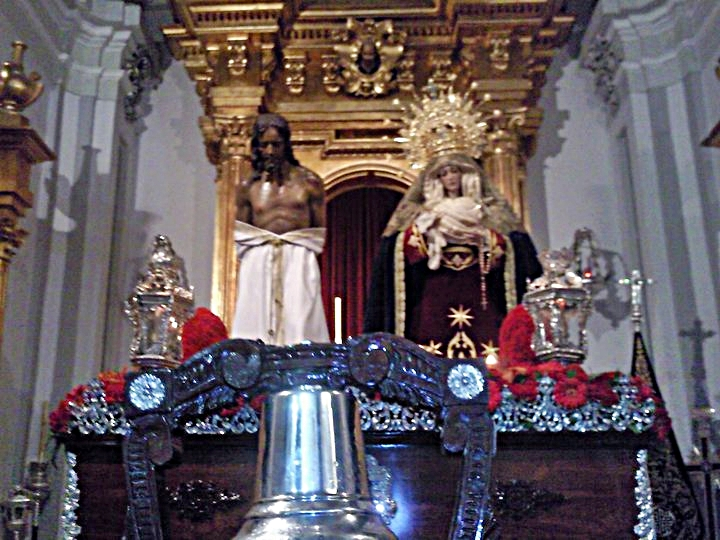
"Traslado" della "Hermandad de Humillación y Estrella", il Martedì Santo.
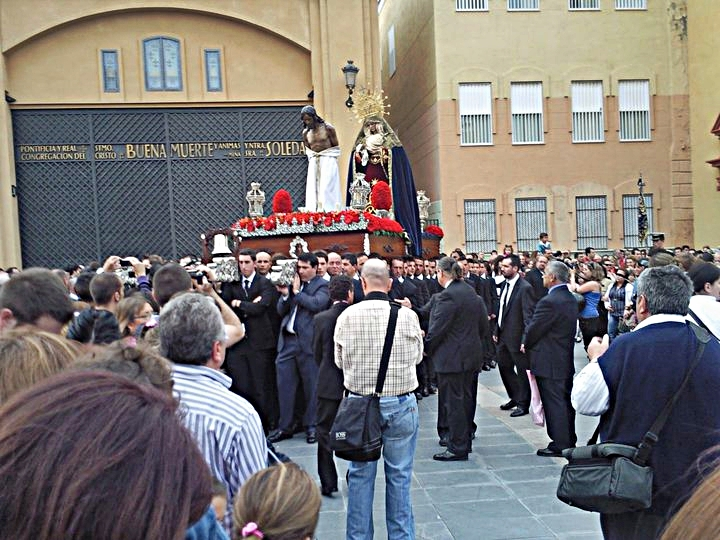
"Traslado" della "Hermandad de Humillación y Estrella", il Martedì Santo.
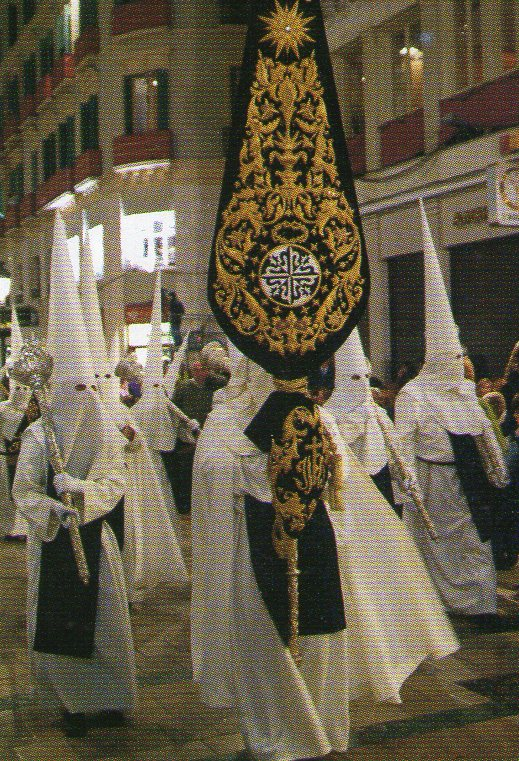
"Guion de la Hermandad" della "Hermandad de Humillación y Estrella", il Martedì Santo.
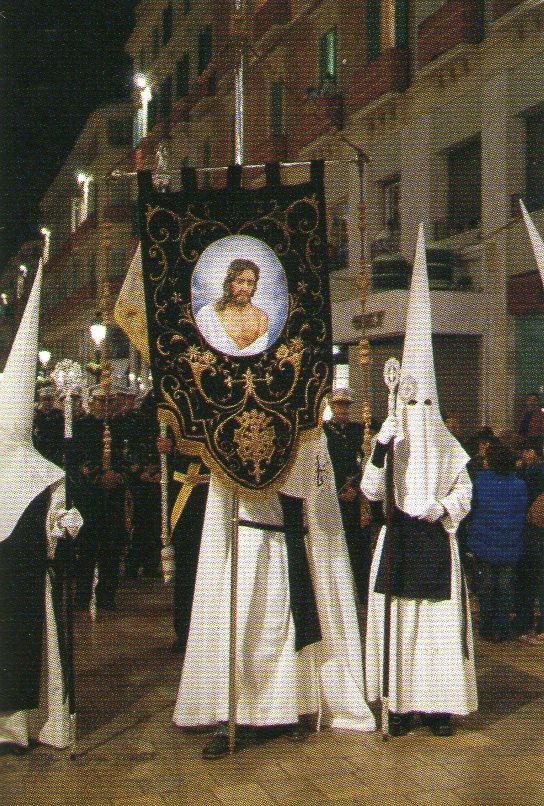
"Estandarte del Cristo" della "Hermandad de Humillación y Estrella", il Martedì Santo.
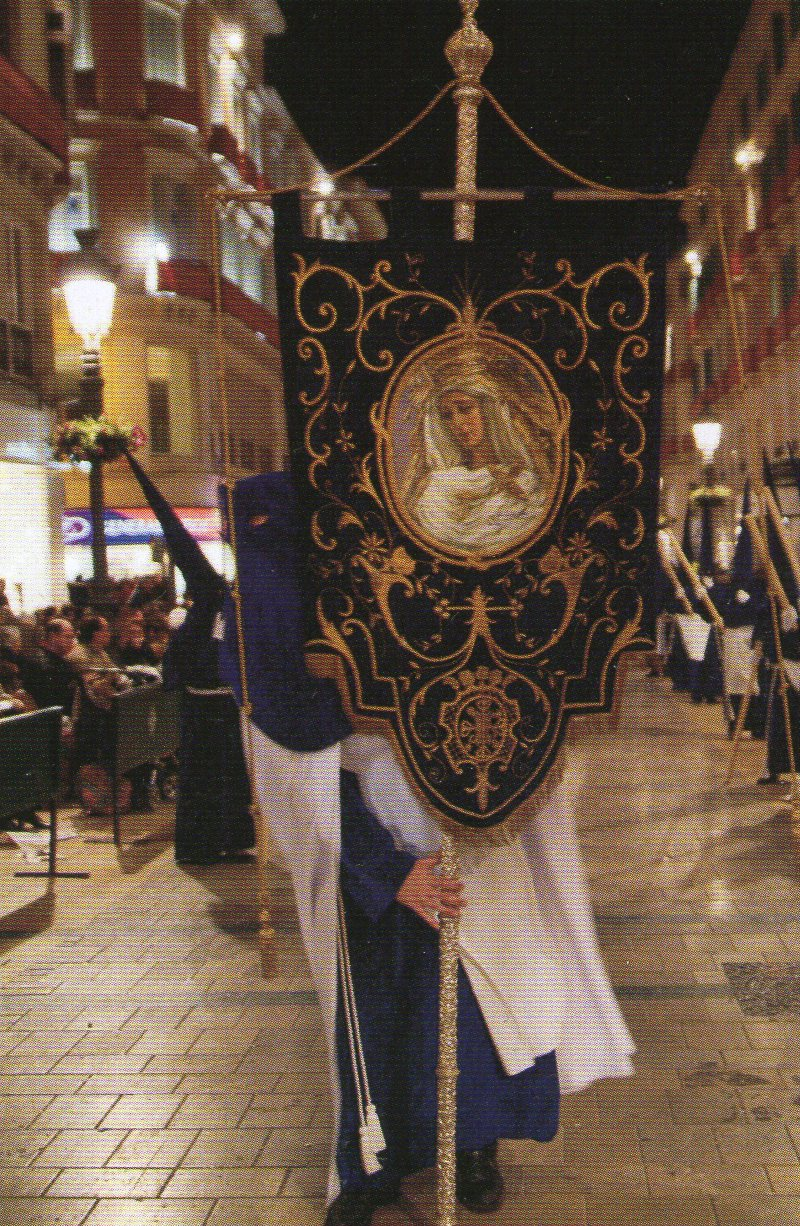
"Estandarte de la Virgen" della "Hermandad de Humillación y Estrella", il Martedì Santo.
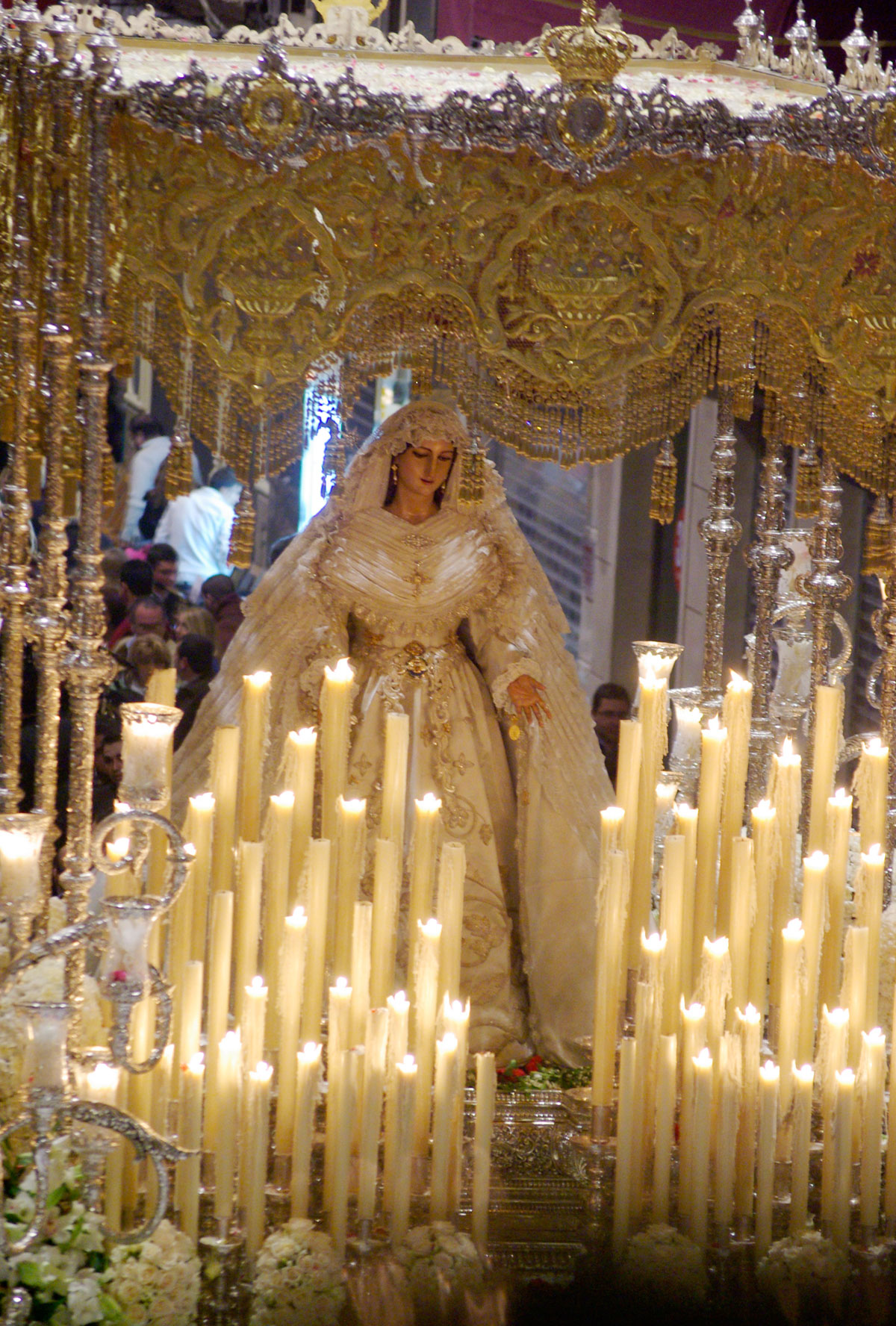
"María Santísima del Rocío" della "Hermandad del Rocío", il Martedì Santo.
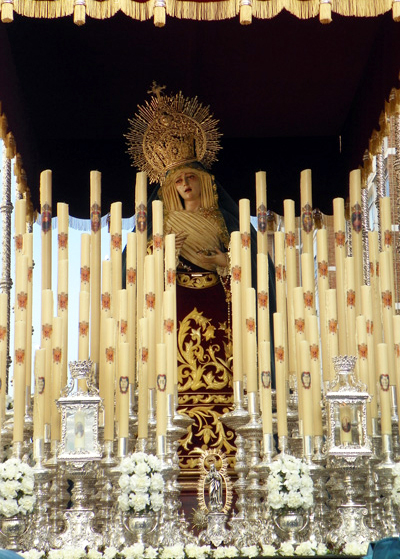
"Nuestra Señora Mediadora de la Salvación" della "Hermandad de la Mediadora", il Mercoledì Santo.
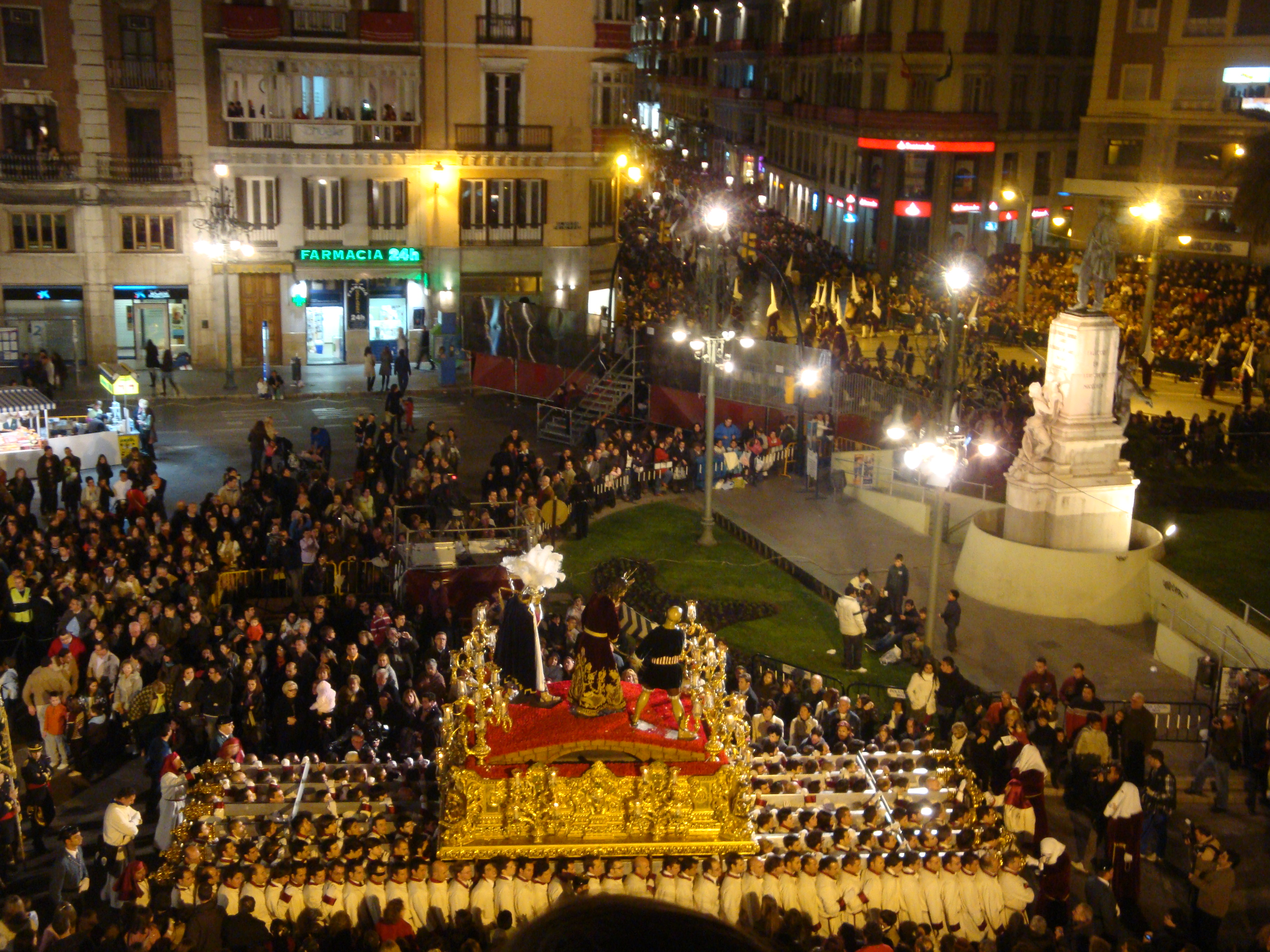
"Jesús de la Puente del Cedrón" della "Hermandad de la Paloma", il Mercoledì Santo.
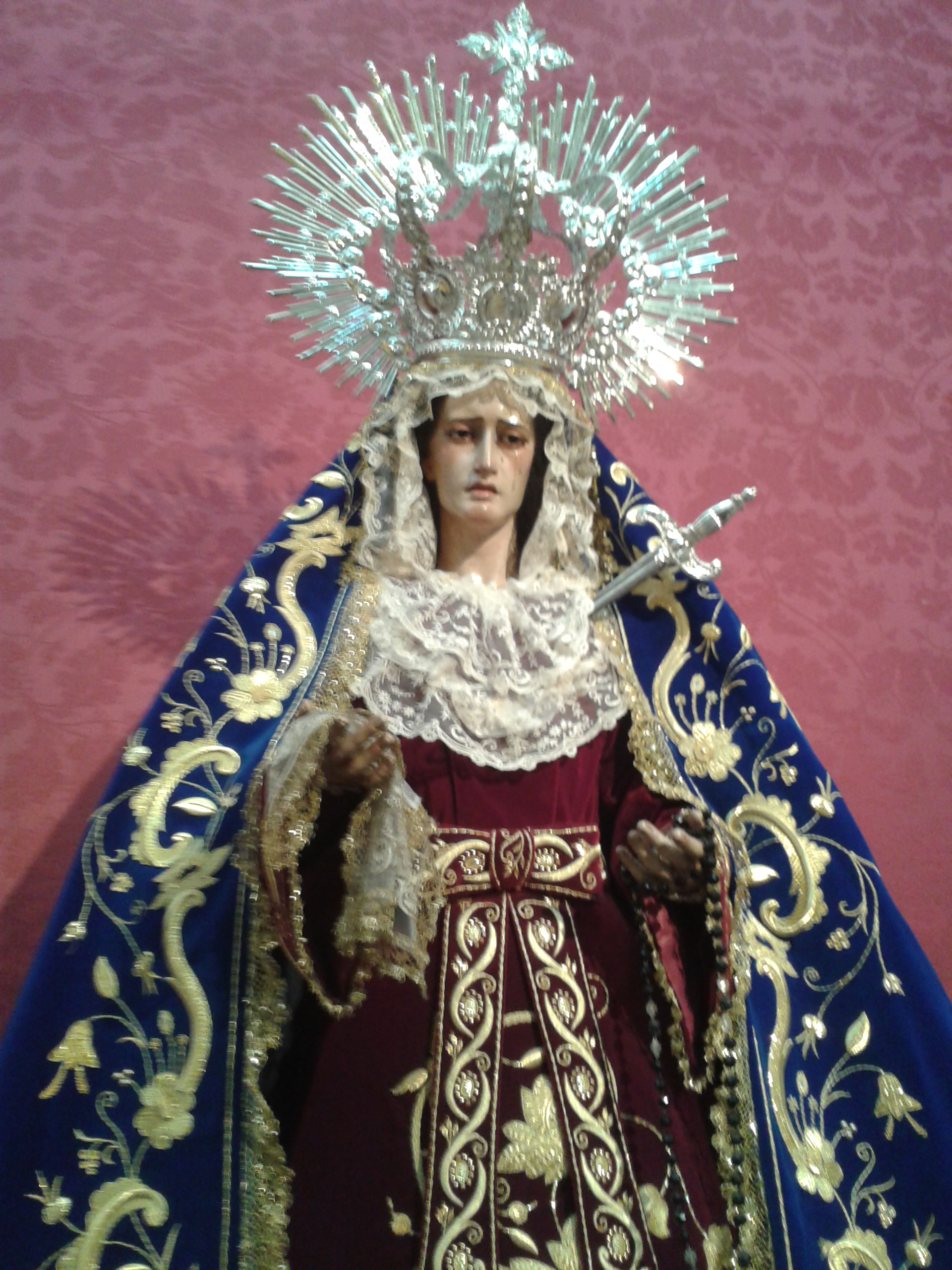
"María Santísima de Consolación y Lágrimas" della "Archicofradía de la Sangre", il Mercoledì Santo.
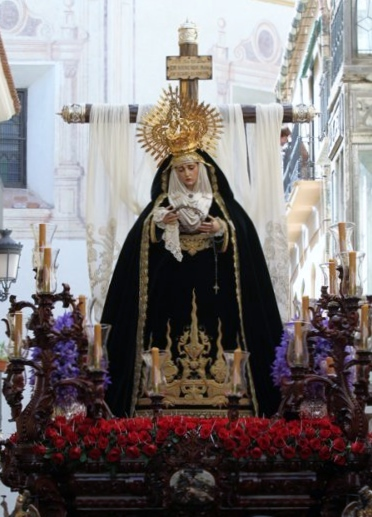
"Nuestra Señora de los Dolores en su Amparo y Misericordia" della "Hermandad de la Santa Cruz", il Giovedì santo.
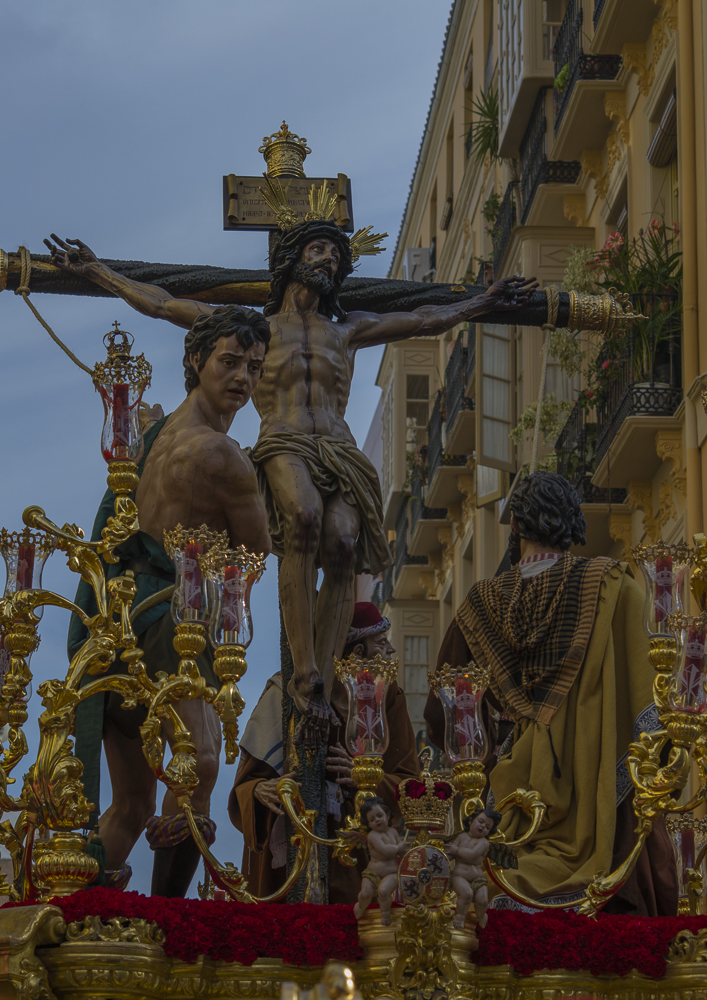
"Santísimo Cristo de la Exaltación" della "Reales Cofradías Fusionadas", il Giovedì santo.
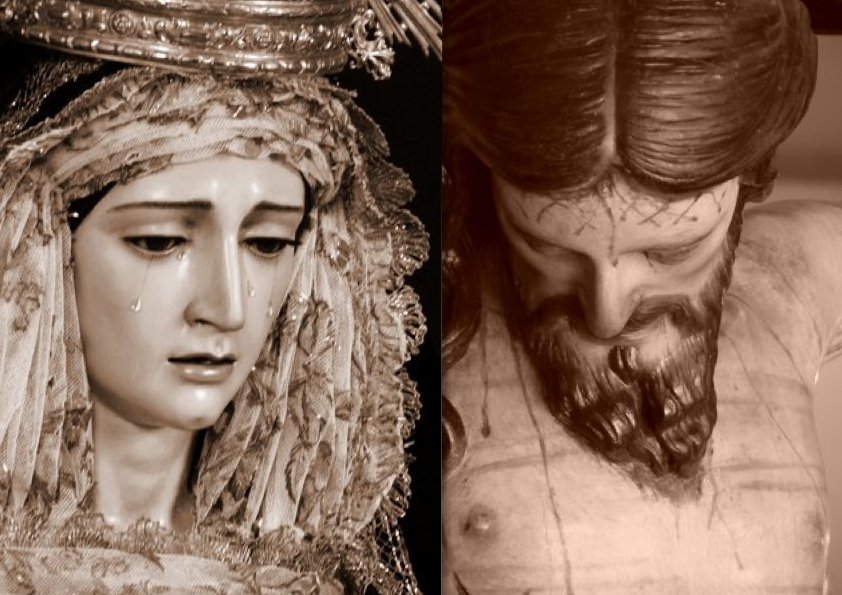
"Santísimo Cristo del Amor y Nuestra Señora de la Caridad" della "Hermandad del Amor", il Venerdì Santo.